# Nati nel 1916
| Questa pagina contiene informazioni ricavate automaticamente dalle voci biografiche con l'ausilio del template Bio e di un bot. L'aggiornamento è periodico e automatico e ricostruisce completamente la pagina. Se manca una persona in questa lista, sei pregato di non aggiungerla, ma accertati piuttosto che la sua voce biografica contenga il template Bio e che i dati anagrafici siano correttamente compilati. Se il template Bio manca, inseriscilo tu stesso o, in alternativa, metti l'avviso {{tmp\|Bio}} che ne segnala la mancanza. Se i dati riportati sono sbagliati, correggi direttamente la voce biografica; le modifiche saranno visibili in questa lista entro pochi giorni. Per chiarimenti vedi il progetto biografie. La lista contiene solo le 1.465 persone che sono citate nell'enciclopedia e per le quali è stato implementato correttamente il template Bio. Pagina aggiornata al 18 ago 2025. |

## Gennaio(143)
- 1º gennaio - Giuseppe Aquari, direttore della fotografia italiano († 1982)
- 1º gennaio - Michele Baretta, pittore italiano († 1987)
- 1º gennaio - José Batagliero, calciatore argentino († 1976)
- 1º gennaio - Giacomo Neri, calciatore e allenatore di calcio italiano († 2010)
- 1º gennaio - Ruggero Pignotti, attore italiano († 2016)
- 1º gennaio - Otello Ricci, calciatore e allenatore di calcio italiano
- 1º gennaio - Sergio Ruffolo, designer, pittore e scultore italiano († 1989)
- 1º gennaio - Italo Viglianesi, sindacalista e politico italiano († 1995)
- 1º gennaio - Earl Wrightson, baritono e attore teatrale statunitense († 1993)
- 2 gennaio - Arturo Dominici, attore e doppiatore italiano († 1992)
- 2 gennaio - Franco Rossi, hockeista su ghiaccio e dirigente sportivo italiano († 2006)
- 3 gennaio - Alfredo Bravi, presbitero e compositore italiano († 2001)
- 3 gennaio - Ettore Maria Fizzarotti, regista italiano († 1985)
- 3 gennaio - Betty Furness, attrice statunitense († 1994)
- 3 gennaio - Bernard Greenhouse, violoncellista statunitense († 2011)
- 3 gennaio - Jake Pelkington, cestista statunitense († 1982)
- 3 gennaio - Erik Ågren, pugile svedese († 1985)
- 4 gennaio - Amedeo Albertini, architetto italiano († 1982)
- 4 gennaio - Slim Gaillard, cantante, polistrumentista e attore statunitense († 1991)
- 4 gennaio - Don Gray, cestista canadese († 1986)
- 4 gennaio - Robert Parrish, regista, montatore e attore statunitense († 1995)
- 4 gennaio - Sidney Siegel, psicologo e statistico statunitense († 1961)
- 5 gennaio - Dobri Džurov, generale e politico bulgaro († 2002)
- 5 gennaio - Harry Nilsson, calciatore svedese († 1993)
- 5 gennaio - Alfred Ryder, attore statunitense († 1995)
- 5 gennaio - Wilhelm Szewczyk, scrittore, poeta e traduttore polacco († 1991)
- 5 gennaio - Ines Vercesi, ginnasta italiana († 1997)
- 6 gennaio - Laurdes Cavallari, giocatore di biliardo italiano († 1994)
- 6 gennaio - Procopio Di Maggio, mafioso italiano († 2016)
- 6 gennaio - Antonio Fusco, calciatore italiano († 1993)
- 6 gennaio - Vito Miceli, generale e politico italiano († 1990)
- 6 gennaio - John Schick, cestista statunitense († 1990)
- 7 gennaio - Elena Ceaușescu, politica rumena († 1989)
- 7 gennaio - Paul Keres, scacchista sovietico († 1975)
- 7 gennaio - Teresio Olivelli, partigiano italiano († 1945)
- 7 gennaio - Fernando Sancho, attore spagnolo († 1990)
- 7 gennaio - Gerrit Schulte, ciclista su strada e pistard olandese († 1992)
- 8 gennaio - Paolo Musolino, scacchista italiano († 1988)
- 9 gennaio - Alain Bernardin, imprenditore e collezionista d'arte francese († 1994)
- 9 gennaio - Pietro Fiordelli, vescovo cattolico italiano († 2004)
- 9 gennaio - Vic Mizzy, compositore statunitense († 2009)
- 9 gennaio - Abderrahman Sebti, schermidore marocchino
- 9 gennaio - Masaharu Taguchi, nuotatore giapponese († 1982)
- 10 gennaio - Rosette Batarda Fernandes, botanica portoghese († 2005)
- 10 gennaio - Sune Bergström, biochimico svedese († 2004)
- 10 gennaio - Richard Münch, attore tedesco († 1987)
- 10 gennaio - Michele Perriello, militare italiano († 1941)
- 10 gennaio - Ri Jong-ok, politico nordcoreano († 1999)
- 10 gennaio - Mario Stua, calciatore e allenatore di calcio italiano († 1982)
- 11 gennaio - Bernard Blier, attore francese († 1989)
- 11 gennaio - Emilio Bonatti, antifascista e partigiano italiano († 2013)
- 11 gennaio - Francisco Garate, calciatore spagnolo († 1986)
- 11 gennaio - Bruno Jesi, militare italiano († 1943)
- 11 gennaio - Ludwig Pöhler, calciatore tedesco († 1975)
- 11 gennaio - Jimmy Quillen, politico statunitense († 2003)
- 11 gennaio - Zikmund Schul, compositore tedesco († 1944)
- 12 gennaio - Franco Asinari, pittore e incisore italiano († 2007)
- 12 gennaio - Pieter Willem Botha, politico sudafricano († 2006)
- 12 gennaio - Achille Buzzoni, calciatore italiano († 1992)
- 12 gennaio - Italo Giulio Caiati, politico italiano († 1993)
- 12 gennaio - Tan Hong Djien, calciatore indonesiano
- 12 gennaio - Jay McShann, musicista e cantante statunitense († 2006)
- 12 gennaio - William Pleeth, violoncellista britannico († 1999)
- 12 gennaio - Santiago Salfate, calciatore cileno († 2010)
- 12 gennaio - Mary Wilson, baronessa Wilson di Rievaulx, poetessa inglese († 2018)
- 13 gennaio - Renzo Laconi, politico italiano († 1967)
- 13 gennaio - Liselotte Landbeck, pattinatrice artistica su ghiaccio austriaca († 2013)
- 13 gennaio - Ippolito Niccolini, militare italiano († 1941)
- 14 gennaio - Giuseppe Alliegro, scrittore, poeta e giornalista italiano († 1987)
- 14 gennaio - Albino Mensa, arcivescovo cattolico italiano († 1998)
- 14 gennaio - Lionel Newman, compositore statunitense († 1989)
- 14 gennaio - Enzo Venturini, calciatore e allenatore di calcio italiano († 1992)
- 15 gennaio - Robert Young, velocista statunitense († 2011)
- 16 gennaio - Raúl Emeal, calciatore argentino († 1999)
- 16 gennaio - Gyula Prassler, calciatore rumeno († 1942)
- 16 gennaio - Ferdinando Prat, partigiano, politico e educatore italiano († 1986)
- 16 gennaio - Duilio Rallo, calciatore e allenatore di calcio italiano († 1977)
- 17 gennaio - Domenico Albanese, politico italiano († 1986)
- 17 gennaio - Marcella De Marchis, scenografa e costumista italiana († 2009)
- 17 gennaio - Peter Frelinghuysen, Jr., politico statunitense († 2011)
- 18 gennaio - Silviu Brucan, politico e diplomatico rumeno († 2006)
- 18 gennaio - Wilhelm Góra, calciatore polacco († 1975)
- 18 gennaio - Serge Raynaud de la Ferriere, esoterista e filosofo francese († 1962)
- 18 gennaio - Giorgio Savoja, aviatore e ufficiale italiano († 1943)
- 18 gennaio - Marie Susini, scrittrice francese († 1993)
- 18 gennaio - Homer Thompson, cestista statunitense († 2007)
- 19 gennaio - Libero Ajello, micologo statunitense († 2004)
- 19 gennaio - Víctor Alba, politico, giornalista e storico spagnolo († 2003)
- 19 gennaio - Brion Gysin, scrittore, poeta e pittore inglese († 1986)
- 19 gennaio - Louis-Paul-Armand Simonneaux, vescovo cattolico francese († 2009)
- 20 gennaio - Ernesto Giammarco, linguista e glottologo italiano († 1987)
- 20 gennaio - Arrigo Lucchini, attore italiano († 1984)
- 20 gennaio - Alex Nicol, attore e regista statunitense († 2001)
- 21 gennaio - Denise Bloch, militare francese († 1945)
- 21 gennaio - Pietro Rava, calciatore e allenatore di calcio italiano († 2006)
- 21 gennaio - Ferdinando Rosei, militare, aviatore e partigiano italiano († 1980)
- 21 gennaio - Félix Sienra, velista uruguaiano († 2023)
- 21 gennaio - Renaat Van Elslande, politico belga († 2000)
- 22 gennaio - Satyen Bose, regista indiano († 1993)
- 22 gennaio - Manuel Chorens, calciatore cubano
- 22 gennaio - Bill Durnan, hockeista su ghiaccio e allenatore di hockey su ghiaccio canadese († 1972)
- 22 gennaio - Henri Dutilleux, compositore francese († 2013)
- 22 gennaio - Nicola Pistillo, militare e poeta italiano († 1983)
- 22 gennaio - Vittorio Ratti, alpinista e partigiano italiano († 1945)
- 22 gennaio - Amerigo Salati, calciatore e allenatore di calcio italiano († 1990)
- 22 gennaio - Edmundo Suárez, calciatore e allenatore di calcio spagnolo († 1978)
- 22 gennaio - Tao Jin, attore, regista e sceneggiatore cinese († 1986)
- 23 gennaio - Airey Neave, militare, politico e agente segreto britannico († 1979)
- 23 gennaio - Siegfried Schnell, aviatore tedesco († 1944)
- 24 gennaio - José Ignacio Barraquer, medico spagnolo († 1998)
- 24 gennaio - Rafael Caldera, politico venezuelano († 2009)
- 24 gennaio - Vittorio Chesi, giornalista italiano († 1991)
- 24 gennaio - Arnoldo Foà, attore, doppiatore e cantante italiano († 2014)
- 24 gennaio - Gene Mako, tennista statunitense († 2013)
- 25 gennaio - Aldo Berselli, storico italiano († 2006)
- 25 gennaio - Paolo Cinanni, politico e scrittore italiano († 1988)
- 25 gennaio - Hans Coppi, antifascista tedesco († 1942)
- 25 gennaio - Aldo Duro, linguista e lessicografo italiano († 2000)
- 25 gennaio - Øivind Høibak, calciatore norvegese († 1974)
- 25 gennaio - Piero Maccaferri, pittore italiano († 1992)
- 26 gennaio - Feliciano Benvenuti, giurista e avvocato italiano († 1999)
- 26 gennaio - Loris Biagioni, politico italiano († 1998)
- 26 gennaio - Giuseppe Maria Scotese, pittore e regista italiano († 2002)
- 26 gennaio - Renato Tartarotti, militare e poliziotto italiano († 1945)
- 26 gennaio - Giovanni Venditto, calciatore italiano († 1974)
- 27 gennaio - Stjepan Filipović, partigiano jugoslavo († 1942)
- 27 gennaio - Helmut Hirsch, artista e attivista tedesco († 1937)
- 27 gennaio - Santo Mazzarino, storico italiano († 1987)
- 27 gennaio - Malek Ouary, scrittore e giornalista algerino († 2001)
- 28 gennaio - Giovanni Cultrone, mezzofondista e siepista italiano († 1972)
- 28 gennaio - Vergílio Ferreira, scrittore, saggista e filosofo portoghese († 1996)
- 28 gennaio - Carlo Grazioli, calciatore italiano
- 28 gennaio - Peter Darbishire Orton, micologo britannico († 2005)
- 28 gennaio - Louis-René des Forêts, scrittore e poeta francese († 2000)
- 29 gennaio - Claes Egnell, pentatleta e tiratore a segno svedese († 2012)
- 30 gennaio - Giovanni Battista Ceoletta, generale e aviatore italiano († 1981)
- 31 gennaio - Robert Hanbury Brown, astronomo e fisico britannico († 2002)
- 31 gennaio - Paolo Cavallina, giornalista, scrittore e conduttore radiofonico italiano († 1986)
- 31 gennaio - Rina Gigli, soprano italiano († 2000)
- 31 gennaio - Sangoulé Lamizana, politico e militare burkinabé († 2005)
- 31 gennaio - Henri Alain Liogier, botanico e educatore francese († 2009)
- 31 gennaio - Vincent Martínez Català, calciatore spagnolo († 1965)
- 31 gennaio - Frank Parker, tennista statunitense († 1997)

## Febbraio(106)
- 1º febbraio - Jeanne Carpenter, attrice statunitense († 1994)
- 1º febbraio - Rosemary Goldie, teologa australiana († 2010)
- 1º febbraio - Bruce Gordon, attore statunitense († 2011)
- 1º febbraio - George Mackey, matematico statunitense († 2006)
- 1º febbraio - Luis Noboa Naranjo, imprenditore ecuadoriano († 1994)
- 1º febbraio - Alonso Zamora Vicente, filologo, lessicografo e scrittore spagnolo († 2006)
- 1º febbraio - Ignazio Zanini, aviatore e militare italiano († 1940)
- 2 febbraio - William Dufty, scrittore statunitense († 2002)
- 2 febbraio - Silvana Jachino, attrice italiana († 2004)
- 2 febbraio - Riza Lushta, calciatore albanese († 1997)
- 2 febbraio - Giuseppe Oblach, militare e aviatore italiano († 1942)
- 3 febbraio - Edith Knudsen, schermitrice danese
- 3 febbraio - Luz Machado, scrittrice, giornalista e politica venezuelana († 1999)
- 3 febbraio - Jean Margéot, cardinale e vescovo cattolico mauriziano († 2009)
- 3 febbraio - Michel Menu, scrittore, partigiano e educatore francese († 2015)
- 4 febbraio - Tom Wukovits, cestista statunitense († 1991)
- 5 febbraio - Ugo Locatelli, calciatore italiano († 1993)
- 6 febbraio - Jack Balmer, calciatore inglese († 1984)
- 6 febbraio - Mario Barbon, calciatore italiano († 1976)
- 6 febbraio - Cliff Griffith, pilota automobilistico statunitense († 1996)
- 7 febbraio - Cino Boccazzi, scrittore e alpinista italiano († 2009)
- 7 febbraio - Leo Freisinger, pattinatore di velocità su ghiaccio statunitense († 1985)
- 7 febbraio - Maria Mirecka-Loryś, partigiana polacca († 2022)
- 7 febbraio - Colin Murray Turbayne, filosofo australiano († 2006)
- 8 febbraio - Giuseppe Kressevich, marciatore italiano († 1994)
- 8 febbraio - Luigi Reho, linguista e poeta italiano († 2013)
- 8 febbraio - Giulio Tedeschi, politico italiano († 1980)
- 9 febbraio - Carla Candiani, attrice italiana († 2005)
- 9 febbraio - Cino Cinelli, ciclista su strada e imprenditore italiano († 2001)
- 10 febbraio - Jacques Berthier, attore e doppiatore francese († 2008)
- 10 febbraio - Fred Ford, allenatore di calcio e calciatore inglese († 1981)
- 10 febbraio - Charles-Auguste-Marie Paty, vescovo cattolico francese († 2004)
- 10 febbraio - Giorgio Piccitto, glottologo e lessicografo italiano († 1972)
- 10 febbraio - Walter Reed, attore statunitense († 2001)
- 10 febbraio - Aldus Roger, fisarmonicista statunitense († 1999)
- 10 febbraio - Edward R. Roybal, politico statunitense († 2005)
- 11 febbraio - Flavio Bertelli, scrittore italiano († 1983)
- 11 febbraio - Olivo Maronese, militare italiano († 1943)
- 11 febbraio - Dionys Mascolo, saggista e partigiano francese († 1997)
- 11 febbraio - Walter Newman, sceneggiatore statunitense († 1993)
- 11 febbraio - Seweryna Szmaglewska, scrittrice polacca († 1992)
- 12 febbraio - Joseph Alioto, politico statunitense († 1998)
- 12 febbraio - Emma Eva Giardina Cassella, musicista, poetessa e scrittrice italiana († 1997)
- 12 febbraio - Helmut Gröttrup, ingegnere tedesco († 1981)
- 12 febbraio - Damián Iguacén Borau, vescovo cattolico spagnolo († 2020)
- 12 febbraio - Miretta Mauri, attrice italiana († 2013)
- 12 febbraio - Michel de Saint Pierre, scrittore, giornalista e politico francese († 1987)
- 13 febbraio - Pietro Colella, politico italiano († 1998)
- 13 febbraio - James Griffith, attore statunitense († 1993)
- 13 febbraio - Fred Karger, compositore e musicista statunitense († 1979)
- 13 febbraio - Ed Melvin, cestista e allenatore di pallacanestro statunitense († 2004)
- 13 febbraio - Loris Nannini, aviatore italiano († 1994)
- 14 febbraio - Marcel Bigeard, generale francese († 2010)
- 14 febbraio - Maruchi Fresno, attrice spagnola († 2003)
- 14 febbraio - Yūichi Inoue, pittore giapponese († 1985)
- 14 febbraio - Masaki Kobayashi, regista e sceneggiatore giapponese († 1996)
- 14 febbraio - Edward Platt, attore statunitense († 1974)
- 14 febbraio - Vera Scardino, pittrice italiana († 2006)
- 15 febbraio - Ronnie Aldrich, pianista e arrangiatore britannico († 1993)
- 15 febbraio - Franco Fabrizi, attore italiano († 1995)
- 15 febbraio - Hugh Seton-Watson, storico, slavista e agente segreto britannico († 1984)
- 15 febbraio - Dingiri Banda Wijetunga, politico singalese († 2008)
- 16 febbraio - Julien Darui, calciatore e allenatore di calcio francese († 1987)
- 16 febbraio - Bill Doggett, pianista statunitense († 1996)
- 16 febbraio - Tommy O'Brien, cestista statunitense († 1955)
- 16 febbraio - Giorgio Saviane, scrittore italiano († 2000)
- 16 febbraio - Alberto Sorrentino, attore italiano († 1994)
- 16 febbraio - Dương Văn Minh, politico e generale vietnamita († 2001)
- 17 febbraio - Artur Amon, cestista estone († 1944)
- 17 febbraio - Vivian McGrath, tennista australiano († 1978)
- 17 febbraio - Aleksandr Sergeevič Obolenskij, aviatore e rugbista a 15 britannico († 1940)
- 17 febbraio - Helmut Schubert, calciatore tedesco († 1989)
- 17 febbraio - Raf Vallone, attore, calciatore e giornalista italiano († 2002)
- 17 febbraio - Karl Wald, arbitro di calcio tedesco († 2011)
- 18 febbraio - Maria Altmann, imprenditrice austriaca († 2011)
- 18 febbraio - José Bravo Domínguez, calciatore spagnolo († 1993)
- 18 febbraio - Fernando Lomi, calciatore italiano († 2003)
- 18 febbraio - Antonio Piccininno, cantante italiano († 2016)
- 18 febbraio - Franco Ricci, cantante e attore italiano († 1997)
- 19 febbraio - Luigi Carraro, giurista e politico italiano († 1980)
- 20 febbraio - Mia Slavenska, ballerina croata († 2002)
- 21 febbraio - Italo Romagnoli, calciatore e allenatore di calcio italiano († 2009)
- 22 febbraio - Hans Diedrich von Tiesenhausen, militare tedesco († 2000)
- 22 febbraio - Amadeo Ibáñez, calciatore e allenatore di calcio spagnolo († 1979)
- 22 febbraio - Arne Linderholm, calciatore svedese († 1986)
- 22 febbraio - Betty Taylor, ostacolista canadese († 1977)
- 23 febbraio - George Abel, hockeista su ghiaccio canadese († 1996)
- 23 febbraio - Corrado Ardizzoni, ciclista su strada italiano († 1980)
- 24 febbraio - Guglielmo Gabetto, calciatore italiano († 1949)
- 24 febbraio - Willie Gilbert, commediografo e sceneggiatore statunitense († 1980)
- 24 febbraio - Jaime Sarlanga, calciatore e allenatore di calcio argentino († 1966)
- 25 febbraio - Reinhard Bendix, sociologo tedesco († 1991)
- 25 febbraio - Guila Bustabo, violinista statunitense († 2002)
- 25 febbraio - Lino Fregosi, calciatore italiano († 1977)
- 26 febbraio - Charles Currey, velista britannico († 2010)
- 26 febbraio - Jackie Gleason, attore, compositore e conduttore televisivo statunitense († 1987)
- 26 febbraio - Alberto Guidi, politico italiano († 1973)
- 26 febbraio - Renato Moglia, ufficiale e aviatore italiano († 1943)
- 26 febbraio - Carmelo Onorato, militare italiano († 1943)
- 27 febbraio - Renato Ghezzi, calciatore italiano
- 28 febbraio - Antonio Amendola, politico italiano († 1953)
- 28 febbraio - Svend Asmussen, violinista e cantante danese († 2017)
- 28 febbraio - Arthur Ceuleers, calciatore belga († 1998)
- 28 febbraio - Raffaele De Grada, critico d'arte, storico dell'arte e politico italiano († 2010)
- 29 febbraio - James B. Donovan, avvocato e politico statunitense († 1970)
- 29 febbraio - Dinah Shore, cantante, attrice e personaggio televisivo statunitense († 1994)

## Marzo(104)
- 1º marzo - Gaetano Costa, partigiano e magistrato italiano († 1980)
- 1º marzo - Johannes Heinrich Emminghaus, teologo tedesco († 1989)
- 1º marzo - Krystyna Feldman, attrice polacca († 2007)
- 1º marzo - Isaac Roberto López, calciatore argentino († 1991)
- 1º marzo - Kazimierz Jan Majdański, arcivescovo cattolico polacco († 2007)
- 1º marzo - Georgi Pačedžiev, allenatore di calcio e calciatore bulgaro († 2005)
- 1º marzo - Ken Wharton, pilota automobilistico inglese († 1957)
- 2 marzo - Lino Crispo, attore italiano († 1995)
- 2 marzo - Vittorio Duina, imprenditore e dirigente sportivo italiano († 1986)
- 2 marzo - Giuseppe Romanelli, scultore italiano († 1982)
- 2 marzo - Raoul Zaccari, politico italiano († 1977)
- 3 marzo - José Calvo, attore spagnolo († 1980)
- 3 marzo - Paul Halmos, matematico e statistico ungherese († 2006)
- 4 marzo - William Alland, produttore cinematografico, sceneggiatore e regista statunitense († 1997)
- 4 marzo - Giorgio Bassani, scrittore, poeta e politico italiano († 2000)
- 4 marzo - Hans Eysenck, psicologo tedesco († 1997)
- 4 marzo - Aldo Fiorini, militare italiano († 1940)
- 4 marzo - Ermanno Frattini, calciatore italiano († 1960)
- 4 marzo - Tolmino Gios, ciclista su strada italiano († 1992)
- 4 marzo - Gilbert Hunt, tennista e matematico statunitense († 2008)
- 5 marzo - Annibale Pagliarin, militare italiano († 1940)
- 6 marzo - Hermann Axen, politico tedesco orientale († 1992)
- 6 marzo - Red Callender, contrabbassista e suonatore di tuba statunitense († 1992)
- 6 marzo - Virginia Gregg, attrice statunitense († 1986)
- 6 marzo - Rochelle Hudson, attrice statunitense († 1972)
- 6 marzo - Gé Regter, pallanuotista olandese († 1987)
- 7 marzo - Clare Dennis, nuotatrice australiana († 1971)
- 8 marzo - Jeanette Campbell, nuotatrice argentina († 2003)
- 8 marzo - Yvon Petra, tennista francese († 1984)
- 8 marzo - Gastone Picchini, militare e aviatore italiano († 1938)
- 8 marzo - Leonid Rumjancev, calciatore sovietico († 1985)
- 9 marzo - Attilio Firpo, partigiano italiano († 1945)
- 9 marzo - Puey Ungpakorn, economista thailandese († 1999)
- 10 marzo - Luis Benítez de Lugo, politico, sportivo e militare spagnolo († 2008)
- 10 marzo - Enrico Giachino, partigiano italiano († 1944)
- 10 marzo - Vilho Rättö, militare finlandese († 2002)
- 10 marzo - Reinhard Wenskus, storico tedesco († 2002)
- 11 marzo - Ferdy Mayne, attore tedesco († 1998)
- 11 marzo - Giuseppe Tonello, calciatore e allenatore di calcio italiano († 1985)
- 11 marzo - Harold Wilson, politico britannico († 1995)
- 12 marzo - Richard Dorson, antropologo statunitense († 1981)
- 12 marzo - Lev Vajnštejn, tiratore a segno sovietico († 2004)
- 13 marzo - Lindy Boggs, politica e diplomatica statunitense († 2013)
- 13 marzo - Mario Ferrari Aggradi, politico italiano († 1997)
- 13 marzo - Jacque Fresco, progettista statunitense († 2017)
- 13 marzo - Pierre Gascar, scrittore francese († 1997)
- 13 marzo - Ina Ray Hutton, cantante statunitense († 1984)
- 13 marzo - Paride Piasenti, politico italiano († 1997)
- 14 marzo - Emanuele Casamassima, bibliotecario e paleografo italiano († 1988)
- 14 marzo - Horton Foote, drammaturgo e sceneggiatore statunitense († 2009)
- 14 marzo - Rodolfo Hoyos Jr., attore e scenografo messicano († 1983)
- 14 marzo - Dawson Walker, allenatore di calcio scozzese († 1973)
- 15 marzo - Charley Brock, giocatore di football americano statunitense († 1987)
- 15 marzo - Junior Coghlan, attore statunitense († 2009)
- 15 marzo - Ben Dalley, pallanuotista australiano († 2005)
- 15 marzo - Harry James, trombettista statunitense († 1983)
- 15 marzo - Guido Achille Mansuelli, archeologo e storico dell'arte italiano († 2001)
- 15 marzo - Blas de Otero, poeta spagnolo († 1979)
- 16 marzo - Clyde Elmer Anderson, politico statunitense († 1998)
- 16 marzo - Fritz Machate, calciatore e allenatore di calcio tedesco († 1999)
- 16 marzo - Mercedes McCambridge, attrice statunitense († 2004)
- 16 marzo - Sidney W. Pink, regista e produttore cinematografico statunitense († 2002)
- 16 marzo - Dave Quabius, cestista e allenatore di pallacanestro statunitense († 1983)
- 16 marzo - Maxine Reiner, attrice e modella statunitense († 2003)
- 16 marzo - Tsutomu Yamaguchi, ingegnere giapponese († 2010)
- 17 marzo - Mario Tanassi, politico italiano († 2007)
- 18 marzo - Winton Dean, musicologo inglese († 2013)
- 18 marzo - Hendrik Ooms, pistard olandese († 1993)
- 18 marzo - Arie van Vliet, pistard olandese († 2001)
- 19 marzo - Eric Christmas, attore britannico († 2000)
- 19 marzo - Myriam Ferretti, soprano italiano († 1998)
- 19 marzo - Ilmari Joensuu, aviatore e militare finlandese († 1963)
- 19 marzo - Geneviève Morel, attrice francese († 1989)
- 19 marzo - Irving Wallace, scrittore statunitense († 1990)
- 20 marzo - Pierre Messmer, politico francese († 2007)
- 21 marzo - Vittorio Duse, attore, regista e sceneggiatore italiano († 2005)
- 22 marzo - Ramón Colón, calciatore e allenatore di calcio spagnolo († 1999)
- 22 marzo - Franco Ferlenga, pittore, scultore e architetto italiano († 2004)
- 22 marzo - Amalia Miotti, politica italiana († 1986)
- 23 marzo - Savino Cossidente, militare italiano († 1940)
- 24 marzo - Anna Maria Bottini, attrice italiana († 2020)
- 24 marzo - José Bódalo, attore spagnolo († 1985)
- 24 marzo - Harry Blackmore Whittington, paleontologo e docente britannico († 2010)
- 25 marzo - Giovanni Buzzoni, politico italiano († 1989)
- 25 marzo - Lucifero Martini, scrittore, poeta e giornalista italiano († 2001)
- 25 marzo - Jean Rogers, attrice statunitense († 1991)
- 26 marzo - Christian Anfinsen, biochimico statunitense († 1995)
- 26 marzo - Dai Zijin, aviatore cinese († 2017)
- 26 marzo - Sterling Hayden, attore e scrittore statunitense († 1986)
- 27 marzo - Andreina Carli, attrice italiana († 2006)
- 27 marzo - Johnny Drake, giocatore di football americano statunitense († 1973)
- 27 marzo - Heinz-Wilhelm Eck, militare tedesco († 1945)
- 27 marzo - Alessandro Niccoli, politico italiano († 1999)
- 28 marzo - Henrietta Leaver, modella statunitense († 1993)
- 29 marzo - Nicola Cavanna, vescovo cattolico italiano († 1980)
- 29 marzo - Grigorij Fedotov, calciatore sovietico († 1957)
- 29 marzo - Ursula Goetze, antifascista tedesca († 1943)
- 29 marzo - Eugene McCarthy, politico e poeta statunitense († 2005)
- 30 marzo - Will Hare, attore statunitense († 1997)
- 30 marzo - Carlo Lotti, ingegnere italiano († 2013)
- 30 marzo - Carlo Tullio-Altan, antropologo, sociologo e filosofo italiano († 2005)
- 31 marzo - Lucille Bliss, attrice e doppiatrice statunitense († 2012)
- 31 marzo - Carlo Felice Manara, matematico italiano († 2011)
- 31 marzo - Tommy Nisbet, cestista e allenatore di pallacanestro statunitense († 1963)

## Aprile(113)
- 1º aprile - Lex Franken, pallanuotista olandese († 1990)
- 1º aprile - Balilla Lombardi, calciatore italiano († 1987)
- 2 aprile - Giovanna Colombi, compositrice e paroliera italiana († 2013)
- 2 aprile - Emanuele Laustino, pittore italiano († 1988)
- 2 aprile - Angelo Meroni, calciatore italiano († 2002)
- 3 aprile - Louiguy, compositore francese († 1991)
- 4 aprile - Robert Charpentier, ciclista su strada francese († 1966)
- 4 aprile - Athos Dianti, calciatore italiano († 1983)
- 4 aprile - Nikola Ljubičić, generale e politico jugoslavo († 2005)
- 4 aprile - Silvestro Pisa, calciatore e allenatore di calcio argentino († 1975)
- 4 aprile - David White, attore statunitense († 1990)
- 5 aprile - Gregory Peck, attore statunitense († 2003)
- 5 aprile - Carlo Pfister, militare e aviatore italiano († 1943)
- 6 aprile - Licinio Filisetti, avvocato e attivista italiano († 2000)
- 6 aprile - Phil Leeds, attore statunitense († 1998)
- 6 aprile - Romeo Rossi, calciatore italiano († 1995)
- 7 aprile - Anthony Caruso, attore statunitense († 2003)
- 7 aprile - Anders Ek, attore svedese († 1979)
- 7 aprile - Enrico Garbosi, cestista e allenatore di pallacanestro italiano († 1973)
- 8 aprile - Giuseppe Falzone, partigiano italiano († 1980)
- 8 aprile - Stan Zadel, cestista statunitense († 1982)
- 9 aprile - Floris Luigi Ammannati, giornalista e critico cinematografico italiano († 1981)
- 9 aprile - Juan Eduardo Cirlot, scrittore spagnolo († 1973)
- 9 aprile - Elliot Handler, imprenditore statunitense († 2011)
- 9 aprile - Vivante Montanari, calciatore italiano († 1988)
- 9 aprile - László Weiner, compositore, pianista e direttore d'orchestra ungherese († 1944)
- 10 aprile - John Desmond Clark, paleontologo britannico († 2002)
- 10 aprile - Gonzalo Marzá, calciatore spagnolo († 1996)
- 11 aprile - Dan Fortmann, giocatore di football americano statunitense († 1995)
- 11 aprile - Alberto Ginastera, compositore argentino († 1983)
- 11 aprile - Howard W. Koch, produttore cinematografico, regista e produttore televisivo statunitense († 2001)
- 11 aprile - Li Zhenzhong, cestista cinese († 2017)
- 11 aprile - Enea Manfredini, architetto italiano († 2008)
- 11 aprile - Olli Puhakka, militare e aviatore finlandese († 1989)
- 11 aprile - Hidetoki Takahashi, allenatore di calcio, calciatore e dirigente sportivo giapponese († 2000)
- 12 aprile - Beverly Cleary, scrittrice statunitense († 2021)
- 12 aprile - Giulio Coltellacci, scenografo e costumista italiano († 1983)
- 12 aprile - Luigi Croci, calciatore italiano
- 12 aprile - Umberto Dianda, militare italiano († 2005)
- 12 aprile - Finn Lied, ufficiale e politico norvegese († 2014)
- 12 aprile - Andrea Gaggero, presbitero e pacifista italiano († 1988)
- 12 aprile - Louis Gauthier, ciclista su strada francese († 2005)
- 12 aprile - Benjamin Libet, neurofisiologo e psicologo statunitense († 2007)
- 12 aprile - Movita, attrice statunitense († 2015)
- 12 aprile - Silvia Strukel, schermitrice italiana († 1997)
- 13 aprile - Selma Hanimsultan, principessa ottomana († 1942)
- 14 aprile - Abd al-Rahman Arif, generale e politico iracheno († 2007)
- 14 aprile - Rudolf Bartonec, calciatore cecoslovacco († 2002)
- 14 aprile - Jone Caciagli, cantante italiana († 1952)
- 14 aprile - Furio Diaz, storico e politico italiano († 2011)
- 14 aprile - Pehr Edman, biochimico svedese († 1977)
- 14 aprile - Ugo Innocenti, calciatore e allenatore di calcio italiano
- 14 aprile - Dino Oliosi, militare e aviatore italiano († 1938)
- 15 aprile - Antonio Coppi, dirigente d'azienda e politico italiano († 1997)
- 15 aprile - Helene Hanff, scrittrice e sceneggiatrice statunitense († 1997)
- 16 aprile - Quinto Bevilacqua, partigiano italiano († 1944)
- 16 aprile - Richard De Smet, presbitero, missionario e orientalista belga († 1997)
- 16 aprile - Bronė Didžiulytė, cestista e pallavolista lituana († 2009)
- 16 aprile - Ferruccio Pelli, avvocato, notaio e politico svizzero († 1995)
- 16 aprile - Felice Salivetto, politico italiano († 1989)
- 17 aprile - Sirimavo Bandaranaike, politica cingalese († 2000)
- 17 aprile - Win Maung, politico birmano († 1989)
- 18 aprile - Vincenzo Biava, tiratore a segno italiano († 2004)
- 18 aprile - Carl Burgos, fumettista statunitense († 1984)
- 18 aprile - Lennart Klingström, canoista svedese († 1994)
- 18 aprile - Lalita Pawar, attrice indiana († 1998)
- 18 aprile - Doug Peden, cestista canadese († 2005)
- 18 aprile - José Joaquín Trejos Fernández, politico costaricano († 2010)
- 19 aprile - Emanuele Annoni, generale e aviatore italiano († 2004)
- 19 aprile - Bruno Chizzo, calciatore italiano († 1968)
- 19 aprile - Albert Hendrickx, ciclista su strada e pistard belga († 1990)
- 19 aprile - Malcolm Moos, docente statunitense († 1982)
- 19 aprile - Archimede Nardi, calciatore italiano († 1989)
- 19 aprile - Marguerite Nicolas, altista francese († 2001)
- 19 aprile - Delio Rodríguez, ciclista su strada spagnolo († 1994)
- 19 aprile - Vittorio Schiavi, calciatore italiano († 2005)
- 19 aprile - Shu Shi, attore, sceneggiatore e regista cinese († 2015)
- 20 aprile - Wiera Gran, cantante e attrice polacca († 2007)
- 20 aprile - Allan Herskovic, tennistavolista jugoslavo († 2011)
- 20 aprile - René Walschot, ciclista su strada belga († 2003)
- 21 aprile - Walter Berg, calciatore tedesco († 1949)
- 21 aprile - Sidney Clute, attore statunitense († 1985)
- 21 aprile - Richard Damon Lines, astronomo statunitense († 1992)
- 21 aprile - Giacomo Mancini, politico italiano († 2002)
- 22 aprile - Kanan Devi, attrice indiana († 1992)
- 22 aprile - Doroteo Elorriaga, calciatore spagnolo († 2005)
- 22 aprile - Virginia Heinlein, chimica, biochimica e ingegnere aeronautico statunitense († 2003)
- 22 aprile - Yehudi Menuhin, violinista statunitense († 1999)
- 22 aprile - Joe Scott, cestista statunitense († 1971)
- 22 aprile - Ralph Sproul-Bolton, schermidore britannico († 1997)
- 23 aprile - Ivo Lola Ribar, politico jugoslavo († 1943)
- 23 aprile - Josef Wagner, ciclista su strada svizzero († 2003)
- 24 aprile - Lou Thesz, wrestler e culturista statunitense († 2002)
- 25 aprile - Massimo Facchin, scultore, pittore e inventore italiano († 2018)
- 25 aprile - Gaddo Treves, psichiatra e attore italiano († 1972)
- 25 aprile - Robert Weill, militare e aviatore francese († 1940)
- 25 aprile - Hind al-Husseini, attivista palestinese († 1994)
- 26 aprile - Werner Bischof, fotografo svizzero († 1954)
- 26 aprile - Helen Burgess, attrice statunitense († 1937)
- 26 aprile - Eyvind Earle, illustratore statunitense († 2000)
- 26 aprile - Vic Perrin, attore statunitense († 1989)
- 26 aprile - Tommy Rich, cestista statunitense († 2011)
- 26 aprile - Dorothy Salisbury Davis, scrittrice statunitense († 2014)
- 26 aprile - Primo Volpi, ciclista su strada italiano († 2006)
- 26 aprile - Morris West, scrittore australiano († 1999)
- 28 aprile - Ferruccio Lamborghini, imprenditore italiano († 1993)
- 28 aprile - Rune Lindström, drammaturgo, attore e poeta svedese († 1973)
- 29 aprile - Lars Korvald, politico norvegese († 2006)
- 30 aprile - Phil Brown, attore statunitense († 2006)
- 30 aprile - Alda Noni, soprano italiano († 2011)
- 30 aprile - Claude Shannon, ingegnere e matematico statunitense († 2001)
- 30 aprile - Robert Shaw, direttore di coro e direttore d'orchestra statunitense († 1999)
- 30 aprile - Frank Taylor, allenatore di calcio e calciatore inglese († 1970)

## Maggio(114)
- 1º maggio - Glenn Ford, attore canadese († 2006)
- 1º maggio - Giulio Siragusa, militare italiano († 1943)
- 1º maggio - Rong Yiren, politico e imprenditore cinese († 2005)
- 2 maggio - Renato Cepparo, esploratore, scrittore e imprenditore italiano († 2007)
- 2 maggio - Gavriil Georgievič Egiazarov, regista sovietico († 1988)
- 2 maggio - Andy Farkas, giocatore di football americano statunitense († 2001)
- 2 maggio - Ivanoe Fraizzoli, imprenditore e dirigente sportivo italiano († 1999)
- 2 maggio - Eugenio Sirolli, aviatore italiano († 1943)
- 3 maggio - Giuseppe De Marchi, calciatore italiano († 1979)
- 3 maggio - Henry B. Gonzalez, politico statunitense († 2000)
- 3 maggio - Pierre Emmanuel, poeta francese († 1984)
- 3 maggio - Léopold Simoneau, tenore canadese († 2006)
- 3 maggio - Eddie Wisbar, cestista statunitense († 1967)
- 3 maggio - Asim Zeneli, militare e partigiano albanese († 1943)
- 4 maggio - Carlo Giustini, attore italiano († 2005)
- 4 maggio - Jane Jacobs, antropologa, scrittrice e attivista statunitense († 2006)
- 4 maggio - Gyula Kiss, calciatore ungherese († 1959)
- 4 maggio - Giuseppe Vaccaro, generale italiano († 2006)
- 5 maggio - Vsevolod Ivanovič Feodos'ev, ingegnere sovietico († 1991)
- 5 maggio - Charles Maclean, barone Maclean, nobile scozzese († 1990)
- 5 maggio - Giani Zail Singh, politico indiano († 1994)
- 6 maggio - Adriana Caselotti, attrice e doppiatrice statunitense († 1997)
- 6 maggio - Herman Choufoer, calciatore olandese († 2001)
- 6 maggio - Robert Dicke, fisico statunitense († 1997)
- 6 maggio - Morihiro Higashikuni, principe e militare giapponese († 1969)
- 6 maggio - Sif Ruud, attrice svedese († 2011)
- 6 maggio - Frederick Steele, calciatore e allenatore di calcio inglese († 1976)
- 6 maggio - Johannes Vonderach, vescovo cattolico svizzero († 1994)
- 7 maggio - Felix Cameroni, clarinettista italiano († 1978)
- 8 maggio - Salvatore Fancello, scultore, ceramista e pittore italiano († 1941)
- 8 maggio - Ivan Karpovič Golubec, marinaio sovietico († 1942)
- 8 maggio - João Havelange, nuotatore, pallanuotista e dirigente sportivo brasiliano († 2016)
- 8 maggio - Sylvia Sleigh, pittrice e attivista britannica († 2010)
- 9 maggio - Franco Cappa, aviatore e militare italiano († 1941)
- 9 maggio - Rudy Debnar, cestista statunitense († 1982)
- 9 maggio - Alice Fitoussi, cantante algerina († 1978)
- 9 maggio - Bruno Gombi, politico e partigiano italiano († 2001)
- 9 maggio - Alba Valech Capozzi, scrittrice e superstite dell'Olocausto italiana († 1999)
- 9 maggio - Marja Ilmatar Väisälä, astronoma e insegnante finlandese († 2011)
- 10 maggio - Ivan Azdarov, sollevatore sovietico († 1993)
- 10 maggio - Milton Babbitt, compositore e matematico statunitense († 2011)
- 10 maggio - Giuseppe Calabrò, politico e avvocato italiano († 2002)
- 10 maggio - Gastone Manacorda, storico italiano († 2001)
- 11 maggio - Camilo José Cela, scrittore spagnolo († 2002)
- 12 maggio - Salvatore Caroleo, compositore e direttore di banda italiano († 1989)
- 12 maggio - Lorenzo Mongiardino, architetto italiano († 1998)
- 12 maggio - Albert Murray, scrittore e biografo statunitense († 2013)
- 12 maggio - Giuseppe Zuccotti, calciatore italiano
- 14 maggio - Paola Garelli, partigiana italiana († 1944)
- 14 maggio - Angelo Grizzetti, allenatore di calcio e calciatore italiano († 1998)
- 14 maggio - Antonio Musu, regista, produttore cinematografico e sceneggiatore italiano († 1979)
- 14 maggio - Marco Zanuso, architetto, designer e urbanista italiano († 2001)
- 15 maggio - Gregorio Amestoy, calciatore filippino († 1972)
- 15 maggio - Paride Brunetti, partigiano, ingegnere e militare italiano († 2011)
- 15 maggio - Vincenzo Castaldi, scacchista italiano († 1970)
- 15 maggio - Chiang Fang-liang, first lady russa († 2004)
- 15 maggio - Catherine Shipe East, attivista statunitense († 1996)
- 15 maggio - Ezio Giaccone, partigiano italiano († 1944)
- 15 maggio - Enrico Marescalchi, militare italiano († 1996)
- 15 maggio - Fritz Stöckli, lottatore e bobbista svizzero († 1968)
- 16 maggio - John White, canottiere statunitense († 1997)
- 16 maggio - Ephraim Katzir, biofisico israeliano († 2009)
- 17 maggio - Pasquale Buonocore, pallanuotista italiano († 2003)
- 17 maggio - Rosa Calzecchi Onesti, latinista, grecista e traduttrice italiana († 2011)
- 17 maggio - Jenő Fock, politico ungherese († 2001)
- 17 maggio - Stanley Roberts, sceneggiatore statunitense († 1982)
- 17 maggio - Rocco Zambelli, geologo e paleontologo italiano († 2009)
- 18 maggio - Chet Aubuchon, cestista e allenatore di pallacanestro statunitense († 2005)
- 18 maggio - Giovanni Pes, vescovo cattolico italiano († 2000)
- 19 maggio - Denis Barthel, cantante, militare e imprenditore inglese († 2008)
- 20 maggio - Aleksej Petrovič Mares'ev, aviatore e militare sovietico († 2001)
- 20 maggio - Josef Orth, calciatore cecoslovacco
- 20 maggio - Giuseppe Ottaviani, atleta italiano († 2020)
- 20 maggio - Ondina Valla, ostacolista e velocista italiana († 2006)
- 21 maggio - Wilhelm Batz, aviatore tedesco († 1988)
- 21 maggio - Herman A. Blumenthal, scenografo statunitense († 1986)
- 21 maggio - Dennis Day, attore statunitense († 1988)
- 21 maggio - Tinus Osendarp, velocista olandese († 2002)
- 21 maggio - Harold Robbins, scrittore statunitense († 1997)
- 21 maggio - Malcolm Sayer, designer inglese († 1970)
- 21 maggio - Reinhard Schaletzki, calciatore tedesco († 1995)
- 22 maggio - Rupert Davies, attore britannico († 1976)
- 22 maggio - Antonio Lo Schiavo, militare italiano († 1943)
- 22 maggio - Luigi Molfino, organista, compositore e direttore di coro italiano († 2012)
- 22 maggio - Arno Peters, storico e cartografo tedesco († 2002)
- 24 maggio - Felicia Impastato, attivista italiana († 2004)
- 24 maggio - Leonardo Cortese, attore, regista e critico teatrale italiano († 1984)
- 24 maggio - Giorgio Costamagna, archivista e diplomatista italiano († 2000)
- 24 maggio - Roden Cutler, diplomatico australiano († 2002)
- 24 maggio - Erich Goede, calciatore tedesco († 1949)
- 24 maggio - Silvio Ortona, politico, partigiano e sindacalista italiano († 2005)
- 24 maggio - Bruno Pasino, militare e partigiano italiano († 1945)
- 24 maggio - Peter Whitney, attore statunitense († 1972)
- 25 maggio - William A. Beardslee, teologo, biblista e traduttore statunitense († 2001)
- 25 maggio - Ulderico Meanti, calciatore italiano († 1988)
- 25 maggio - Ewart Oakeshott, illustratore e scrittore inglese († 2002)
- 25 maggio - Giuseppe Tosi, discobolo e attore italiano († 1981)
- 26 maggio - Edmond Delathouwer, ciclista su strada belga († 1994)
- 26 maggio - Halil İnalcık, storico e turcologo turco († 2016)
- 26 maggio - Moondog, musicista statunitense († 1999)
- 27 maggio - Adolfo L'Arco, religioso, teologo e filosofo italiano († 2010)
- 27 maggio - John Macionis, nuotatore statunitense († 2012)
- 27 maggio - George Rung, cestista e allenatore di pallacanestro statunitense († 1996)
- 28 maggio - Isma'il Hedfi Madani, mistico tunisino († 1994)
- 28 maggio - Walker Percy, scrittore statunitense († 1990)
- 28 maggio - Nicola Rescigno, direttore d'orchestra statunitense († 2008)
- 29 maggio - Lugano Bazzani, poeta italiano († 2003)
- 30 maggio - Elia Ajolfi, scultore e disegnatore italiano († 2001)
- 30 maggio - Jacques Georges, dirigente sportivo francese († 2004)
- 30 maggio - Joseph W. Kennedy, chimico statunitense († 1957)
- 30 maggio - Karen Lachmann, schermitrice danese († 1962)
- 31 maggio - Bert Haanstra, regista, etologo e fotografo olandese († 1997)
- 31 maggio - Bernard Lewis, storico e orientalista britannico († 2018)
- 31 maggio - Felice d'Asburgo-Lorena, principe austriaco († 2011)

## Giugno(124)
- 1º giugno - Ki Aldrich, giocatore di football americano statunitense († 1983)
- 1º giugno - Vincenzo Capelli, militare italiano († 2001)
- 1º giugno - Jean Jérôme Hamer, cardinale e arcivescovo cattolico belga († 1996)
- 1º giugno - Andrzej Kwiek, astronomo polacco († 1953)
- 1º giugno - Mihrişah Sultan, principessa ottomana († 1987)
- 1º giugno - Murilo Rubião, scrittore, giornalista e politico brasiliano († 1991)
- 2 giugno - Hank Beenders, cestista olandese († 2003)
- 2 giugno - Nadia Gallico Spano, politica italiana († 2006)
- 3 giugno - John Kellogg, attore statunitense († 2000)
- 3 giugno - Josef Ludl, calciatore e allenatore di calcio cecoslovacco († 1998)
- 3 giugno - Sergio Pesce, direttore della fotografia italiano († 1995)
- 3 giugno - Veselin Temkov, cestista e allenatore di pallacanestro bulgaro († 1997)
- 3 giugno - Enzo Zambetti, calciatore e politico italiano
- 4 giugno - Paolo De Grandi, calciatore italiano
- 4 giugno - Domingo Federico, compositore, direttore d'orchestra e attore argentino († 2000)
- 4 giugno - Robert Furchgott, biochimico statunitense († 2009)
- 4 giugno - Gaylord Nelson, politico e ambientalista statunitense († 2005)
- 4 giugno - Nilüfer Hanimsultan, principessa ottomana († 1989)
- 6 giugno - Hamani Diori, politico nigerino († 1989)
- 6 giugno - Piero Gauli, pittore e scenografo italiano († 2012)
- 6 giugno - Bert Head, calciatore, allenatore di calcio e dirigente sportivo inglese († 2002)
- 6 giugno - Dorothea Kent, attrice statunitense († 1990)
- 6 giugno - Lee Nan-young, cantante sudcoreana († 1965)
- 6 giugno - Daniel Santos, musicista portoricano († 1992)
- 6 giugno - Wayne Shanklin, compositore, musicista e produttore discografico statunitense († 1970)
- 7 giugno - Ildo Avetta, architetto italiano († 2011)
- 7 giugno - Ruggero Moro, ciclista su strada italiano († 1996)
- 8 giugno - Luigi Comencini, regista, sceneggiatore e critico cinematografico italiano († 2007)
- 8 giugno - Francis Crick, neuroscienziato, biofisico e biologo britannico († 2004)
- 8 giugno - Fredrik Horn, calciatore norvegese († 1997)
- 8 giugno - Augusto Pedullà, politico e ingegnere italiano († 1985)
- 8 giugno - Freddie Webster, trombettista statunitense († 1947)
- 9 giugno - Jurij Brězan, scrittore e drammaturgo tedesco († 2006)
- 9 giugno - Siegfried Graetschus, militare tedesco († 1943)
- 9 giugno - Walter McCrone, chimico statunitense († 2002)
- 9 giugno - Robert McNamara, dirigente d'azienda, politico e banchiere statunitense († 2009)
- 10 giugno - Sándor Csányi, cestista ungherese († 1992)
- 10 giugno - Enrico Niccolini, italianista italiano († 2011)
- 11 giugno - Adolf Glunz, militare e aviatore tedesco († 2002)
- 12 giugno - Irwin Allen, produttore cinematografico, produttore televisivo e regista statunitense († 1991)
- 12 giugno - Piero Balbo, militare, partigiano e avvocato italiano († 2003)
- 12 giugno - Raúl Héctor Castro, politico e diplomatico statunitense († 2015)
- 12 giugno - Alphonse Feyder, calciatore lussemburghese († 1985)
- 12 giugno - Art Hillhouse, cestista statunitense († 1980)
- 12 giugno - Ulla Isaksson, scrittrice svedese († 2000)
- 12 giugno - Armando Izzo, partigiano italiano († 2004)
- 12 giugno - Perdigão Queiroga, regista, produttore cinematografico e montatore portoghese († 1980)
- 12 giugno - Nicola Pieri, calciatore italiano († 1984)
- 12 giugno - Ivan Tors, produttore cinematografico, sceneggiatore e regista ungherese († 1983)
- 13 giugno - André Belli, calciatore svizzero († 1993)
- 13 giugno - Shirl Conway, attrice statunitense († 2007)
- 13 giugno - Karl Maria Herrligkoffer, medico tedesco († 1991)
- 13 giugno - Juan Antonio del Val Gallo, vescovo cattolico spagnolo († 2002)
- 14 giugno - Lino Begnini, calciatore e allenatore di calcio italiano
- 14 giugno - Dorothy McGuire, attrice statunitense († 2001)
- 14 giugno - Georg Henrik von Wright, filosofo finlandese († 2003)
- 15 giugno - Tetsuzō Iwamoto, militare e aviatore giapponese († 1955)
- 15 giugno - Francis Lopez, compositore francese († 1995)
- 15 giugno - Giulio Oggioni, vescovo cattolico italiano († 1993)
- 15 giugno - Herbert Simon, economista, psicologo e informatico statunitense († 2001)
- 16 giugno - Charlie Brand, pallanuotista britannico († 1984)
- 16 giugno - Phil Chambers, attore statunitense († 1993)
- 16 giugno - Hank Luisetti, cestista e allenatore di pallacanestro statunitense († 2002)
- 16 giugno - Bruno Polli, violinista italiano († 1996)
- 16 giugno - Joseph Robbone, compositore e produttore teatrale italiano († 1985)
- 17 giugno - Einar Englund, compositore finlandese († 1999)
- 17 giugno - Joseph Nkongolo, vescovo cattolico della Repubblica Democratica del Congo († 1999)
- 17 giugno - Luigi Scarabello, calciatore e allenatore di calcio italiano († 2007)
- 17 giugno - Antonio Sciorilli, militare italiano († 1994)
- 18 giugno - Vanni Canepele, tennista e cestista italiano († 1983)
- 18 giugno - Julio César Turbay Ayala, politico colombiano († 2005)
- 18 giugno - Jean de Senarclens, giurista e storico svizzero († 2005)
- 19 giugno - Giovanni Badalini, militare e aviatore italiano († 1996)
- 19 giugno - Emilio Bigi, critico letterario, storico della letteratura e italianista italiano († 2009)
- 19 giugno - Karin Booth, attrice statunitense († 2003)
- 19 giugno - Giovanni Cogoni, vescovo cattolico italiano († 2007)
- 20 giugno - Eugène Walaschek, calciatore e allenatore di calcio svizzero († 2007)
- 21 giugno - José D'Elía, sindacalista e politico uruguaiano († 2007)
- 21 giugno - Zdzisław Filipkiewicz, cestista polacco († 1983)
- 21 giugno - Herbert Friedman, fisico statunitense († 2000)
- 21 giugno - Kurt Pettersén, lottatore svedese († 1957)
- 21 giugno - Zoltán Pál Dienes, matematico ungherese († 2014)
- 21 giugno - Giovanni Sisto, politico italiano († 1994)
- 22 giugno - John Craven, attore statunitense († 1995)
- 22 giugno - Richard Eastham, attore statunitense († 2005)
- 22 giugno - Emil Fackenheim, teologo, filosofo e educatore tedesco († 2003)
- 22 giugno - Pericle Luigi Giovannetti, fumettista e pittore svizzero († 2001)
- 22 giugno - Aldo Pescatori, militare italiano
- 23 giugno - Lou Barle, cestista statunitense († 1996)
- 23 giugno - Edmondo Lozzi, montatore e regista italiano († 1990)
- 23 giugno - Ilona Madary, ginnasta ungherese († 2003)
- 23 giugno - Leslie Thorne, pilota automobilistico britannico († 1993)
- 23 giugno - Ernest Wilimowski, calciatore tedesco († 1997)
- 23 giugno - Irene Worth, attrice statunitense († 2002)
- 23 giugno - Elena Zareschi, attrice italiana († 1999)
- 24 giugno - Duilio Casula, medico italiano († 2013)
- 24 giugno - John Ciardi, poeta e traduttore statunitense († 1986)
- 24 giugno - Nico Kaufmann, compositore e pianista svizzero († 1996)
- 24 giugno - Guido Mazzetti, calciatore e allenatore di calcio italiano († 1997)
- 24 giugno - Edoardo Palombi, generale e prefetto italiano († 1985)
- 24 giugno - William Bart Saxbe, politico statunitense († 2010)
- 24 giugno - Saleh Soliman, sollevatore egiziano
- 24 giugno - Lidia Wysocka, attrice teatrale, attrice cinematografica e regista teatrale polacca († 2006)
- 25 giugno - Mario Negri, scultore e critico d'arte italiano († 1987)
- 25 giugno - Dénes Pataky, pattinatore artistico su ghiaccio ungherese († 1987)
- 26 giugno - Sirio Guerrieri, scrittore, critico letterario e partigiano italiano († 2009)
- 26 giugno - Vinicio Marinucci, giornalista, sceneggiatore e regista italiano († 2001)
- 26 giugno - Virginia Satir, psicoterapeuta statunitense († 1988)
- 26 giugno - George Jivaji Rao Scindia di Gwalior, principe e politico indiano († 1961)
- 26 giugno - Giuseppe Taddei, baritono italiano († 2010)
- 26 giugno - Carey Wilber, sceneggiatore statunitense († 1998)
- 27 giugno - Giovanna Galletti, attrice italiana († 1992)
- 27 giugno - Gina Magnavita Galeffi, filosofa e filologa brasiliana († 2005)
- 28 giugno - Stewart Farrar, sceneggiatore e romanziere britannico († 2000)
- 28 giugno - Robert Guthrie, microbiologo statunitense († 1995)
- 29 giugno - Óscar Cristi, cavaliere cileno († 1965)
- 29 giugno - Giovanni Dello Jacovo, politico italiano († 1968)
- 29 giugno - John M. Johansen, architetto statunitense († 2012)
- 29 giugno - Runer Jonsson, giornalista e scrittore svedese († 2006)
- 29 giugno - Ľudmila Pajdušáková, astronoma slovacca († 1979)
- 29 giugno - Andrea Signoretto, calciatore italiano
- 29 giugno - Ruth Warrick, attrice statunitense († 2005)
- 30 giugno - Robert Bagage, fumettista francese († 2002)
- 30 giugno - Mario Carotenuto, attore e doppiatore italiano († 1995)

## Luglio(117)
- 1º luglio - Art Anderson, cestista statunitense († 1983)
- 1º luglio - Olivia de Havilland, attrice britannica († 2020)
- 1º luglio - Abdulchakim Isakovič Ismailov, militare sovietico († 2010)
- 1º luglio - Bill Komenich, cestista statunitense († 1961)
- 1º luglio - Giovanni Magro, militare italiano († 1942)
- 1º luglio - Josué Santos, cestista messicano († 2007)
- 1º luglio - Iosif Samuilovič Šklovskij, astrofisico sovietico († 1985)
- 1º luglio - George Cashel Stoney, regista statunitense († 2012)
- 2 luglio - Ken Curtis, attore statunitense († 1991)
- 2 luglio - Zélia Gattai, scrittrice e fotografa brasiliana († 2008)
- 2 luglio - Reino Kangasmäki, lottatore finlandese († 2010)
- 2 luglio - Manuel Ortiz, pugile statunitense († 1970)
- 2 luglio - Hans-Ulrich Rudel, aviatore tedesco († 1982)
- 2 luglio - Carlo Zinelli, pittore italiano († 1974)
- 3 luglio - John Kundla, allenatore di pallacanestro e dirigente sportivo statunitense († 2017)
- 3 luglio - Jean Offenberg, militare e aviatore belga († 1942)
- 3 luglio - Fernand Prudhomme, cestista francese († 1993)
- 3 luglio - Lyda C. Ripandelli, regista e sceneggiatrice italiana († 1997)
- 4 luglio - Filippo Foti, militare italiano († 1967)
- 4 luglio - Iva Toguri D'Aquino, conduttrice radiofonica statunitense († 2006)
- 5 luglio - Alvin Colt, costumista statunitense († 2008)
- 5 luglio - Domenico Gaudio, politico italiano († 2000)
- 5 luglio - Ivor Powell, allenatore di calcio e calciatore gallese († 2012)
- 6 luglio - Manlio Cancogni, scrittore e giornalista italiano († 2015)
- 6 luglio - Don Christensen, fumettista e animatore statunitense († 2006)
- 6 luglio - Serafino Gnutti, militare italiano († 1941)
- 6 luglio - Morgan Sparks, chimico e fisico statunitense († 2008)
- 6 luglio - Unica Zürn, artista e scrittrice tedesca († 1970)
- 7 luglio - Roberto Bruni, attore italiano († 2013)
- 7 luglio - Tiny Grimes, chitarrista statunitense († 1989)
- 7 luglio - Enzo Meucci, politico italiano († 2002)
- 7 luglio - Wilebaldo Solano, politico spagnolo († 2010)
- 8 luglio - Kjell Holmström, bobbista svedese († 1999)
- 8 luglio - Ed Jucker, allenatore di pallacanestro statunitense († 2002)
- 8 luglio - Livio Marbello, militare italiano († 1940)
- 8 luglio - Peter Pasetti, attore e doppiatore tedesco († 1996)
- 9 luglio - Edward Heath, politico e militare britannico († 2005)
- 9 luglio - Giuseppe Mendozza, militare italiano († 1943)
- 9 luglio - Emilio Po, ebanista e partigiano italiano († 1944)
- 9 luglio - José Salomón, calciatore argentino († 1990)
- 10 luglio - Giovanni Folchi, aviatore italiano († 1946)
- 10 luglio - Lucio Lombardo Radice, matematico, pedagogista e politico italiano († 1982)
- 10 luglio - Gabriele Patriarca, pittore italiano († 1988)
- 10 luglio - Svante Törnval, pallanuotista cileno († 2004)
- 11 luglio - Fernando De Marzi, politico e sindacalista italiano († 1993)
- 11 luglio - Calcedonio Giordano, militare italiano († 1944)
- 11 luglio - Hans Maier, pallanuotista olandese († 2018)
- 11 luglio - Kitty O'Brien Joyner, ingegnere statunitense († 1993)
- 11 luglio - Aleksandr Michajlovič Prochorov, fisico sovietico († 2002)
- 11 luglio - Gough Whitlam, politico australiano († 2014)
- 12 luglio - Filippo Nicolai, militare italiano († 1942)
- 12 luglio - Ljudmila Michajlovna Pavličenko, militare sovietica († 1974)
- 12 luglio - Mel Riebe, cestista statunitense († 1977)
- 13 luglio - Despo Diamantidou, attrice greca († 2004)
- 13 luglio - Matteo Fantasia, politico e scrittore italiano († 1994)
- 14 luglio - Ignazio Caruso, politico italiano († 1997)
- 14 luglio - Salvatore Gattoni, militare e aviatore italiano († 1943)
- 14 luglio - Natalia Ginzburg, scrittrice, drammaturga e traduttrice italiana († 1991)
- 15 luglio - Maria Teresa Cassini, aviatrice italiana († 2009)
- 15 luglio - Alba Maiolini, attrice italiana († 2005)
- 16 luglio - Patricio Carvajal, ammiraglio e politico cileno († 1994)
- 16 luglio - Helen Rihbany, tennista statunitense († 1998)
- 17 luglio - Aleksander Gieysztor, storico polacco († 1999)
- 17 luglio - Joe Robbie, dirigente sportivo, avvocato e imprenditore statunitense († 1990)
- 17 luglio - Giorgio Vaccarino, storico, partigiano e archivista italiano († 2010)
- 18 luglio - Kenneth Armitage, scultore britannico († 2002)
- 18 luglio - Vladimir Petrovič Demichov, chirurgo sovietico († 1998)
- 18 luglio - Charles Kittel, fisico statunitense († 2019)
- 18 luglio - Jerry Pettis, politico statunitense († 1975)
- 18 luglio - Lucien Storme, ciclista su strada belga († 1945)
- 19 luglio - Alice Bridges, nuotatrice statunitense († 2011)
- 19 luglio - François Mercier, calciatore francese († 1996)
- 19 luglio - Ernest Shepard, contrabbassista e cantante statunitense († 1965)
- 20 luglio - Torkild Andersen, calciatore norvegese († 1977)
- 20 luglio - Hans von Blixen-Finecke Jr., cavaliere svedese († 2005)
- 20 luglio - Claudio Modigliani, psicoanalista e saggista italiano († 2007)
- 20 luglio - Pore Mosulishvili, partigiano e militare georgiano († 1944)
- 20 luglio - Bari Rolfe, mimo, coreografa e scrittrice statunitense († 2002)
- 21 luglio - Jörgen Smit, pedagogista norvegese († 1991)
- 22 luglio - Bert Barlow, calciatore inglese († 2004)
- 22 luglio - Gino Bianco, pilota automobilistico brasiliano († 1984)
- 22 luglio - Marcel Cerdan, pugile francese († 1949)
- 22 luglio - Irene Galitzine, stilista russa († 2006)
- 22 luglio - Rawdon Middleton, militare e aviatore australiano († 1942)
- 22 luglio - David Rokeah, poeta israeliano († 1985)
- 23 luglio - Giuseppe Fracassi, politico italiano († 1984)
- 23 luglio - Sandra Gould, attrice statunitense († 1999)
- 23 luglio - Kurt Kreuger, attore tedesco († 2006)
- 23 luglio - Laurel Martyn, ballerina australiana († 2013)
- 23 luglio - Pierre Pibarot, calciatore e allenatore di calcio francese († 1981)
- 23 luglio - Ottavio Rossi, calciatore italiano († 2005)
- 24 luglio - Eva Colombo, partigiana italiana († 2004)
- 24 luglio - Julien Heernaert, ciclista su strada belga († 2012)
- 24 luglio - John D. MacDonald, scrittore statunitense († 1986)
- 25 luglio - Luigi Del Grosso, calciatore, allenatore di calcio e dirigente sportivo italiano († 1976)
- 25 luglio - Koichi Wada, pallanuotista giapponese
- 26 luglio - Jacques Merleau-Ponty, filosofo e storico della scienza francese († 2002)
- 26 luglio - Sylvio Pirillo, calciatore e allenatore di calcio brasiliano († 1991)
- 27 luglio - Elena Altieri, attrice italiana († 1997)
- 27 luglio - Marcello Candia, imprenditore, missionario e filantropo italiano († 1983)
- 27 luglio - Elizabeth Hardwick, critica letteraria e scrittrice statunitense († 2007)
- 27 luglio - Amhà Selassié, sovrano etiope († 1997)
- 27 luglio - Nello Taviani, pittore italiano († 1995)
- 27 luglio - Keenan Wynn, attore statunitense († 1986)
- 28 luglio - David Brown, produttore cinematografico statunitense († 2010)
- 28 luglio - Austinu Casanova, politico francese († 2008)
- 28 luglio - Tilly Lauenstein, attrice e doppiatrice tedesca († 2002)
- 28 luglio - Albert van de Weghe, nuotatore statunitense († 2002)
- 29 luglio - Rodolfo Agostini, calciatore e allenatore di calcio italiano († 1975)
- 29 luglio - Budd Boetticher, regista statunitense († 2001)
- 29 luglio - Charlie Christian, chitarrista statunitense († 1942)
- 29 luglio - Tex Mueller, cestista statunitense († 2012)
- 29 luglio - Alice Sapritch, attrice francese († 1990)
- 29 luglio - Michele Stea, francescano e storico italiano († 1998)
- 29 luglio - Lelio Stragiotti, ingegnere italiano († 1999)
- 30 luglio - Ingemar Bondeson, schermidore svedese († 1988)
- 31 luglio - Ignacio Trelles, calciatore e allenatore di calcio messicano († 2020)

## Agosto(128)
- 1º agosto - Fiorenzo Angelini, cardinale e arcivescovo cattolico italiano († 2014)
- 1º agosto - Giuseppe Bertini, presbitero, partigiano e antifascista italiano († 1944)
- 1º agosto - Olimpio Bizzi, ciclista su strada italiano († 1976)
- 1º agosto - Bob Gerber, cestista statunitense († 2002)
- 1º agosto - Edna Hughes, nuotatrice britannica († 1990)
- 1º agosto - Anne Hébert, scrittrice, poetessa e sceneggiatrice canadese († 2000)
- 1º agosto - Giuseppe Masini, regista e sceneggiatore italiano († 1970)
- 1º agosto - Enrico Rebeggiani, militare italiano († 1942)
- 1º agosto - Georges Stockly, cestista svizzero († 1984)
- 2 agosto - Edgar Buchwalder, ciclista su strada svizzero († 2009)
- 2 agosto - Emilio Merone, latinista e poeta italiano († 1975)
- 2 agosto - Zein al-Sharaf Talal, regina giordana († 1994)
- 3 agosto - Giovanni Cattaneo, militare italiano († 1943)
- 3 agosto - Hertha Feiler, attrice austriaca († 1970)
- 3 agosto - Giorgina Grossi, pesista e discobola italiana († 1971)
- 3 agosto - José Manuel Moreno, calciatore argentino († 1978)
- 3 agosto - Giuseppe Romanato, politico italiano († 1985)
- 3 agosto - Vittorio Zaccaria, filologo e critico letterario italiano († 2015)
- 4 agosto - Aldo Favini, ingegnere italiano († 2013)
- 4 agosto - Adriano Guerrieri, generale italiano († 1998)
- 4 agosto - Franz Mandl, calciatore austriaco († 1988)
- 5 agosto - Peter Viereck, poeta e storico statunitense († 2006)
- 5 agosto - Arthur Wheeler, pilota motociclistico britannico († 2001)
- 6 agosto - Richard Hofstadter, storico statunitense († 1970)
- 6 agosto - Helmut Lipfert, aviatore tedesco († 1990)
- 6 agosto - Dom Mintoff, politico maltese († 2012)
- 6 agosto - Erik Nilsson, calciatore svedese († 1995)
- 6 agosto - Charles Schnee, sceneggiatore statunitense († 1963)
- 7 agosto - Lawrence Picachy, cardinale e arcivescovo cattolico indiano († 1992)
- 8 agosto - Shigeo Arai, nuotatore giapponese († 1944)
- 8 agosto - Luis Barbero, attore spagnolo († 2005)
- 8 agosto - Gilles Martinet, giornalista, partigiano e politico francese († 2006)
- 8 agosto - Oreste Menighetti, calciatore italiano († 1997)
- 8 agosto - Basilio Nieto, calciatore spagnolo († 2007)
- 9 agosto - Manea Mănescu, politico rumeno († 2009)
- 9 agosto - Bill Sattler, cestista statunitense († 1971)
- 10 agosto - John Bryant, attore statunitense († 1989)
- 10 agosto - Fricis Kaņeps, calciatore lettone († 1981)
- 11 agosto - Maria Baronj, costumista italiana († 2007)
- 11 agosto - Tolmino Casadio, calciatore italiano († 1980)
- 11 agosto - Johnny Claes, pilota di Formula 1 belga († 1956)
- 11 agosto - Kaname Harada, aviatore e militare giapponese († 2016)
- 12 agosto - Santiago Llaver, politico argentino († 2002)
- 12 agosto - Ralph Nelson, regista statunitense († 1987)
- 12 agosto - Antonina Wyrzykowska, polacca († 2011)
- 13 agosto - George E. Mendenhall, storico e biblista statunitense († 2016)
- 14 agosto - Johannes Hubschmid, linguista svizzero († 1995)
- 14 agosto - Luigi Kullmann, hockeista su pista, allenatore di hockey su pista e dirigente sportivo italiano († 2002)
- 14 agosto - Marcello Landi, pittore e poeta italiano († 1993)
- 14 agosto - Wellington Mara, imprenditore statunitense († 2005)
- 14 agosto - Heinrich Prinz zu Sayn-Wittgenstein, aviatore tedesco († 1944)
- 14 agosto - Norina Trombini, partigiana italiana († 2009)
- 15 agosto - Carletto Gavoglio, militare italiano († 1942)
- 15 agosto - Nate Lubell, schermidore statunitense († 2006)
- 15 agosto - Mara Selvini Palazzoli, psichiatra italiana († 1999)
- 15 agosto - Gordon Sinclair, aviatore e ufficiale britannico († 2005)
- 15 agosto - Tommy Thompson, giocatore di football americano statunitense († 1989)
- 15 agosto - Alfredo Zennaro, illustratore, regista teatrale e scrittore italiano († 2007)
- 16 agosto - Federico Cortonesi, pugile italiano († 1947)
- 16 agosto - Alfredo Dall'Aglio, calciatore italiano († 1952)
- 16 agosto - Wim van der Kroft, canoista olandese († 2001)
- 16 agosto - Giacinto Minnocci, politico italiano († 2011)
- 16 agosto - Vittorio Rovelli, calciatore italiano († 1996)
- 16 agosto - Edythe Wright, cantante statunitense († 1965)
- 17 agosto - Gino Arnoffi, militare italiano († 1941)
- 17 agosto - Eivind Skabo, canoista norvegese († 2006)
- 17 agosto - Fritz Thiel, ingegnere tedesco († 1943)
- 18 agosto - Mario Andreis, calciatore italiano († 1998)
- 18 agosto - Giuseppe Casillo, paroliere, poeta e scrittore italiano († 1972)
- 18 agosto - Neagu Djuvara, storico, scrittore e filosofo rumeno († 2018)
- 18 agosto - Anita Falcidieno, cestista italiana († 2007)
- 18 agosto - Don Keefer, attore statunitense († 2014)
- 18 agosto - Moura Lympany, pianista britannica († 2005)
- 18 agosto - Jorge Scarso, vescovo cattolico italiano († 2015)
- 19 agosto - Giovanni Battista Ansoldi, imprenditore e produttore discografico italiano († 1979)
- 19 agosto - Dennis Poore, pilota automobilistico britannico († 1987)
- 19 agosto - Marie Wilson, attrice statunitense († 1972)
- 20 agosto - Bernard Archard, attore britannico († 2008)
- 20 agosto - Angelo Pavone, militare italiano († 1941)
- 20 agosto - Paul Felix Schmidt, scacchista e chimico estone († 1984)
- 20 agosto - Richard Stücklen, politico tedesco († 2002)
- 21 agosto - Danilo De' Cocci, avvocato e politico italiano († 2006)
- 21 agosto - Geoffrey Keen, attore britannico († 2005)
- 21 agosto - Bill Lee, cantante statunitense († 1980)
- 21 agosto - Ingrid Vang Nyman, illustratrice danese († 1959)
- 21 agosto - Consuelo Velázquez, pianista e compositrice messicana († 2005)
- 21 agosto - Olivia Zúñiga, poetessa e scrittrice messicana († 1992)
- 22 agosto - Jim Birr, cestista statunitense († 2006)
- 22 agosto - Ottavio Fanfani, attore italiano († 1981)
- 22 agosto - Robert H. Krieble, chimico e imprenditore statunitense († 1997)
- 22 agosto - Joe Martinelli, calciatore statunitense († 1991)
- 23 agosto - János Füzér, calciatore ungherese († 1990)
- 23 agosto - Manlio Guardabassi, attore, doppiatore e regista italiano († 1993)
- 23 agosto - Giusi Raspani Dandolo, attrice e doppiatrice italiana († 2000)
- 24 agosto - Bartolomé Colombo, calciatore argentino († 1989)
- 24 agosto - Léo Ferré, cantautore, poeta e scrittore monegasco († 1993)
- 24 agosto - Hugh Franklin, attore statunitense († 1986)
- 24 agosto - John Victor Murra, sociologo e antropologo statunitense († 2006)
- 24 agosto - Saúl Ongaro, calciatore argentino († 2004)
- 24 agosto - Ruy de Freitas, cestista e allenatore di pallacanestro brasiliano († 2012)
- 24 agosto - Hal Smith, attore e doppiatore statunitense († 1994)
- 25 agosto - Francesco Capocasale, allenatore di calcio e calciatore italiano († 1998)
- 25 agosto - Van Johnson, attore, ballerino e cantante statunitense († 2008)
- 25 agosto - Nikolaj Morozov, allenatore di calcio e calciatore sovietico († 1981)
- 25 agosto - Frederick Chapman Robbins, medico e biologo statunitense († 2003)
- 25 agosto - Daniel Sande, schermidore argentino
- 26 agosto - Pasquale Bacile, vescovo cattolico italiano († 1987)
- 26 agosto - Carlo Francavilla, politico e giornalista italiano († 1986)
- 26 agosto - Virginia Hill, mafiosa statunitense († 1966)
- 26 agosto - Antonio Oppes, cavaliere e carabiniere italiano († 2002)
- 26 agosto - Saburō Sakai, aviatore giapponese († 2000)
- 27 agosto - James Ramsay, ufficiale e politico australiano († 1986)
- 27 agosto - Gianni Ratto, attore, regista teatrale e scenografo italiano († 2005)
- 27 agosto - Martha Raye, attrice statunitense († 1994)
- 27 agosto - Reino Valtonen, cestista e pugile finlandese († 1941)
- 27 agosto - Robert Van Eenaeme, ciclista su strada e pistard belga († 1959)
- 27 agosto - Halet Cambel, archeologa turca († 2014)
- 28 agosto - Alberto Beretta, presbitero, medico e missionario italiano († 2001)
- 28 agosto - Paolo Budinich, fisico italiano († 2013)
- 28 agosto - Gerrit Fischer, calciatore olandese († 1984)
- 28 agosto - Jack Vance, scrittore statunitense († 2013)
- 28 agosto - Frederick Knott, drammaturgo e sceneggiatore britannico († 2002)
- 28 agosto - Muriel Kauffman, dirigente pubblica e filantropa statunitense († 1995)
- 28 agosto - Charles Wright Mills, sociologo statunitense († 1962)
- 29 agosto - George Montgomery, attore e regista statunitense († 2000)
- 29 agosto - Arthur Trumbull Warner, militare e aviatore statunitense († 1978)
- 30 agosto - Tex Morton, cantante, musicista e attore neozelandese († 1983)
- 31 agosto - Everett Lee, direttore d'orchestra e violinista statunitense († 2022)

## Settembre(111)
- 1º settembre - Dorothy Bundy, tennista statunitense († 2014)
- 1º settembre - Raimondo Piredda, poeta e scrittore italiano († 1980)
- 1º settembre - Arleen Whelan, attrice statunitense († 1993)
- 2 settembre - Lütfi Akad, regista e sceneggiatore turco († 2011)
- 2 settembre - René Bihel, calciatore francese († 1997)
- 2 settembre - Penny Santon, attrice statunitense († 1999)
- 2 settembre - Maria Giulia Cocco, politica e attivista italiana († 2013)
- 2 settembre - Tatevik Sazandaryan, mezzosoprano armeno († 1999)
- 3 settembre - Lila De Nobili, disegnatrice, pittrice e scenografa italiana († 2002)
- 3 settembre - Esko Kausti, militare finlandese († 1944)
- 4 settembre - Carlo Migliardi, architetto, designer e urbanista italiano († 1999)
- 4 settembre - Lina Volonghi, attrice teatrale, attrice televisiva e attrice cinematografica italiana († 1991)
- 5 settembre - Edmondo Savelli, pittore italiano († 2008)
- 5 settembre - Isidoro Urra, calciatore spagnolo († 2006)
- 6 settembre - Robert N. Anthony, economista statunitense († 2006)
- 6 settembre - Enar Josefsson, fondista svedese († 1989)
- 7 settembre - Raffaele Arecco, pittore e incisore italiano († 1998)
- 7 settembre - Charles Vanden Wouwer, calciatore belga († 1989)
- 8 settembre - Émile François Fayolle, aviatore e militare francese († 1942)
- 8 settembre - Luigina Sinapi, mistica e veggente italiana († 1978)
- 8 settembre - René Touzet, compositore e pianista cubano († 2003)
- 9 settembre - Lionello De Felice, regista e sceneggiatore italiano († 1989)
- 9 settembre - Alejo Russell, tennista argentino († 1977)
- 9 settembre - Ada Tschechowa, attrice teatrale e imprenditrice tedesca († 1966)
- 10 settembre - Joseph Lê Văn Ấn, vescovo cattolico vietnamita († 1974)
- 11 settembre - Bino Bini, scultore, medaglista e orafo italiano († 2007)
- 11 settembre - Guerino Grimaldi, arcivescovo cattolico italiano († 1992)
- 11 settembre - Ed Sabol, regista statunitense († 2015)
- 12 settembre - Tony Bettenhausen, pilota automobilistico statunitense († 1961)
- 12 settembre - Edward Binns, attore statunitense († 1990)
- 12 settembre - Olindo Pasqualetti, latinista e poeta italiano († 1996)
- 13 settembre - Lynne Carver, attrice statunitense († 1955)
- 13 settembre - Roald Dahl, scrittore, sceneggiatore e aviatore britannico († 1990)
- 13 settembre - Edwin Foresman Schoch, ingegnere e militare statunitense († 1951)
- 13 settembre - Dick Haymes, cantante e attore argentino († 1980)
- 14 settembre - Manuel Aznar Acedo, giornalista spagnolo († 2001)
- 14 settembre - Luis Corvalán, politico, giornalista e docente cileno († 2010)
- 14 settembre - Giorgio Kokoliós-Bardi, tenore greco († 1964)
- 15 settembre - Toni Branca, pilota automobilistico svizzero († 1985)
- 15 settembre - Peter Paul Fernandes, hockeista su prato indiano († 1981)
- 15 settembre - Hans Lobenhofer, alpinista, ingegnere e imprenditore tedesco († 2014)
- 15 settembre - Margaret Lockwood, attrice britannica († 1990)
- 15 settembre - Giorgio Oppo, giurista italiano († 2008)
- 15 settembre - Cec Pepper, crickettista australiano († 1993)
- 15 settembre - Héctor Puricelli, calciatore e allenatore di calcio uruguaiano († 2001)
- 15 settembre - Frederick Weyand, generale statunitense († 2010)
- 16 settembre - Robert Llewellyn Bradshaw, politico nevisiano († 1978)
- 16 settembre - Aldo Petacchi, politico italiano († 1965)
- 16 settembre - M. S. Subbulakshmi, cantante indiana († 2004)
- 17 settembre - Francesco Masala, poeta, scrittore e saggista italiano († 2007)
- 17 settembre - Mary Stewart, scrittrice britannica († 2014)
- 17 settembre - Giuliano Toraldo di Francia, fisico italiano († 2011)
- 17 settembre - Yumjaagiin Tsedenbal, politico e militare mongolo († 1991)
- 17 settembre - Joe Urso, cestista e allenatore di pallacanestro statunitense († 1991)
- 18 settembre - Giuseppe Amari, vescovo cattolico italiano († 2004)
- 18 settembre - Osvaldo Brandão, allenatore di calcio brasiliano († 1989)
- 18 settembre - Rossano Brazzi, attore e regista italiano († 1994)
- 18 settembre - Thomas Byberg, pattinatore di velocità su ghiaccio norvegese († 1998)
- 18 settembre - Herbert Pohl, calciatore tedesco († 2010)
- 18 settembre - Jacopo Rizza, giornalista italiano
- 19 settembre - Jakob Eckert, calciatore tedesco († 1940)
- 19 settembre - Gianna Giuffrè, attrice e cantante italiana († 1998)
- 19 settembre - Franco Salvotti, pittore e scultore italiano († 2001)
- 20 settembre - Pierre Boutang, filosofo, poeta e traduttore francese († 1998)
- 20 settembre - József Breznay, pittore ungherese († 2012)
- 20 settembre - Sal Carollo, attore statunitense († 2008)
- 20 settembre - Teri Náray, attrice ungherese († 1995)
- 20 settembre - Dante Paolo Regazzoni, liutaio italiano († 1999)
- 20 settembre - Johnny Townsend, cestista statunitense († 2001)
- 21 settembre - Marianne Aminoff, attrice svedese († 1984)
- 21 settembre - Francesco Coniglio, politico italiano († 1993)
- 21 settembre - Giovanni Garrone, calciatore italiano
- 21 settembre - Françoise Giroud, giornalista, politica e scrittrice francese († 2003)
- 21 settembre - Josef Jelínek, calciatore austriaco
- 21 settembre - James Owen Merion Roberts, esploratore e alpinista britannico († 1997)
- 21 settembre - Arturo Viviani, politico e avvocato italiano († 2005)
- 22 settembre - Ugo Conti, calciatore e allenatore di calcio italiano († 1983)
- 22 settembre - Red Mihalik, cestista e arbitro di pallacanestro statunitense († 1996)
- 22 settembre - Dilermando Reis, chitarrista, compositore e insegnante brasiliano († 1977)
- 22 settembre - Kenshichi Yokoyama, cestista giapponese
- 23 settembre - Aldo Moro, politico e giurista italiano († 1978)
- 23 settembre - Ico Parisi, architetto, designer e fotografo italiano († 1996)
- 23 settembre - Giorgio Spini, storico italiano († 2006)
- 24 settembre - Elerydd, presbitero e poeta gallese († 2011)
- 24 settembre - Ruth Leach Amonette, scrittrice, educatrice e dirigente d'azienda statunitense († 2004)
- 24 settembre - Gustave Martelet, presbitero e teologo francese († 2014)
- 24 settembre - Mariano Pintus, giornalista e politico italiano († 1983)
- 24 settembre - Greer Skousen, cestista messicano († 1988)
- 25 settembre - Oscar Abello, aviatore e ufficiale italiano († 1941)
- 25 settembre - Jessica Anderson, scrittrice australiana († 2010)
- 25 settembre - Joe Bacuzzi, allenatore di calcio e calciatore inglese († 1995)
- 25 settembre - Alberto Fantacone, militare e partigiano italiano († 1944)
- 26 settembre - Franco Scaglione, designer italiano († 1993)
- 27 settembre - Ferdinand Cattini, hockeista su ghiaccio svizzero († 1969)
- 27 settembre - Trento Longaretti, pittore italiano († 2017)
- 27 settembre - Vittorio Mussolini, funzionario, sceneggiatore e produttore cinematografico italiano († 1997)
- 28 settembre - Kees van Aelst, pallanuotista olandese († 2000)
- 28 settembre - Arthur Cockfield, funzionario e politico britannico († 2007)
- 28 settembre - Filomena Delli Castelli, politica italiana († 2010)
- 28 settembre - Peter Finch, attore australiano († 1977)
- 28 settembre - Quinto Ghermandi, scultore italiano († 1994)
- 28 settembre - Ol'ga Lepešinskaja, ballerina sovietica († 2008)
- 28 settembre - Mila Schön, stilista italiana († 2008)
- 28 settembre - Francesco Tortarolo, calciatore e allenatore di calcio italiano († 2004)
- 29 settembre - Antonio Buero Vallejo, drammaturgo spagnolo († 2000)
- 29 settembre - Marisa Diena, antifascista, insegnante e partigiana italiana († 2013)
- 29 settembre - Rina Sara Virgillito, poetessa, saggista e traduttrice italiana († 1996)
- 29 settembre - John Michael Wallace-Hadrill, storico britannico († 1985)
- 30 settembre - Renato Candida, carabiniere italiano († 1988)
- 30 settembre - Richard K. Guy, matematico e compositore di scacchi britannico († 2020)
- 30 settembre - Raimondo Selli, geologo e oceanografo italiano († 1983)

## Ottobre(100)
- 1º ottobre - Ferdinando Tartaglia, presbitero, scrittore e teologo italiano († 1988)
- 2 ottobre - Anna Maria Princigalli, pedagogista, partigiana e politica italiana († 1969)
- 2 ottobre - Ángel Suquía Goicoechea, cardinale e arcivescovo cattolico spagnolo († 2006)
- 3 ottobre - María de los Ángeles Alvariño González, biologa e oceanografa spagnola († 2005)
- 3 ottobre - Patrick Castagne, musicista e compositore trinidadiano († 2000)
- 3 ottobre - James Herriot, scrittore e veterinario britannico († 1995)
- 3 ottobre - Walther Jørgensen, compositore di scacchi danese († 1989)
- 3 ottobre - Loris Zanchi, attore italiano († 1989)
- 4 ottobre - Francine Bloch, musicologa francese († 2010)
- 4 ottobre - Vitalij Lazarevič Ginzburg, fisico sovietico († 2009)
- 4 ottobre - Anton Rupert, imprenditore sudafricano († 2006)
- 4 ottobre - George Sidney, regista e produttore cinematografico statunitense († 2002)
- 4 ottobre - Ladislav Šimůnek, calciatore cecoslovacco († 1969)
- 6 ottobre - Chiang Wei-kuo, generale e politico cinese († 1997)
- 6 ottobre - Stanley Ellin, scrittore statunitense († 1986)
- 6 ottobre - Vittorio Ripamonti, attore italiano († 2001)
- 6 ottobre - Paul Wolf, nuotatore statunitense († 1972)
- 7 ottobre - Enrico Bartoletti, arcivescovo cattolico italiano († 1976)
- 7 ottobre - Theodorus Buunk, poliziotto olandese
- 7 ottobre - Giovanni Guiducci, militare e aviatore italiano († 1942)
- 7 ottobre - John Horne Burns, scrittore e militare statunitense († 1953)
- 7 ottobre - Giovanni Melis Fois, vescovo cattolico italiano († 2009)
- 7 ottobre - Marilyn Meseke, modella statunitense († 2001)
- 7 ottobre - Walt Whitman Rostow, economista e sociologo statunitense († 2003)
- 7 ottobre - Hans-Günther Stotten, militare tedesco († 1945)
- 7 ottobre - Edmond Willekens, cestista belga
- 8 ottobre - Ursula Litzman, fotografa tedesca († 2004)
- 8 ottobre - Spark Matsunaga, politico statunitense († 1990)
- 8 ottobre - Ines Negri, partigiana italiana († 1944)
- 8 ottobre - Diego Parodi, vescovo cattolico italiano († 1983)
- 9 ottobre - Robert Brubaker, attore statunitense († 2010)
- 9 ottobre - Marcel Lefrancq, fotografo belga († 1974)
- 9 ottobre - Harold Robert Perry, vescovo cattolico statunitense († 1991)
- 10 ottobre - Benson Fong, attore e imprenditore statunitense († 1987)
- 10 ottobre - Bernard Heuvelmans, zoologo belga († 2001)
- 10 ottobre - Kåre Holt, scrittore norvegese († 1997)
- 10 ottobre - Erik Tawaststjerna, musicologo, pianista e docente finlandese († 1993)
- 11 ottobre - Gino Manni, calciatore e allenatore di calcio italiano († 1992)
- 11 ottobre - Robert Marshak, fisico statunitense († 1992)
- 11 ottobre - Franco Matacotta, poeta e giornalista italiano († 1978)
- 12 ottobre - Luigina Giavotti, ginnasta italiana († 1976)
- 13 ottobre - Giovanni Alberti, calciatore e allenatore di calcio uruguaiano
- 13 ottobre - John Aloysius O'Keefe, astronomo e geodeta statunitense († 2000)
- 13 ottobre - Lily Vincenti, attrice italiana
- 14 ottobre - Jack Arnold, regista cinematografico statunitense († 1992)
- 14 ottobre - Igino Eugenio Cardinale, arcivescovo cattolico italiano († 1983)
- 14 ottobre - Muriel Frances Dana, attrice statunitense († 1997)
- 14 ottobre - Angelo Fausto Vallainc, vescovo cattolico italiano († 1986)
- 15 ottobre - Hassan Gouled Aptidon, politico gibutiano († 2006)
- 15 ottobre - Yasuji Miyazaki, nuotatore giapponese († 1989)
- 15 ottobre - Dionigi Panedda, storico e presbitero italiano († 1989)
- 15 ottobre - Antonio Sabadell Querol, calciatore spagnolo
- 15 ottobre - George T. Smith, politico statunitense († 2010)
- 15 ottobre - George Turner, scrittore e critico letterario australiano († 1997)
- 16 ottobre - Umberto Coppini, aviatore e militare italiano († 1938)
- 17 ottobre - José López Rega, politico e poliziotto argentino († 1989)
- 18 ottobre - Salvatore Auria, partigiano italiano († 1944)
- 18 ottobre - Anthony Dawson, attore britannico († 1992)
- 18 ottobre - Francesco Ghiretti, fisiologo e biologo italiano († 2002)
- 18 ottobre - Marcello Morante, scrittore, giornalista e politico italiano († 2005)
- 18 ottobre - Lino Morchio, calciatore italiano
- 19 ottobre - Katharine Bard, attrice statunitense († 1983)
- 19 ottobre - Jean Dausset, fisiologo e immunologo francese († 2009)
- 19 ottobre - Ėmil' Grigor'evič Gilel's, pianista sovietico († 1985)
- 19 ottobre - David Lewis, attore statunitense († 2000)
- 20 ottobre - Giulio Bartali, ciclista su strada italiano († 1936)
- 20 ottobre - Áskell Löve, botanico islandese († 1994)
- 21 ottobre - Andrea Checchi, attore italiano († 1974)
- 21 ottobre - Gabriele Pescatore, magistrato italiano († 2016)
- 22 ottobre - Ettore Allegri, calciatore italiano († 2010)
- 22 ottobre - Harry Brophy, allenatore di calcio e calciatore inglese († 1996)
- 22 ottobre - Michael Fitzalan-Howard, generale britannico († 2007)
- 22 ottobre - Julian B. Rotter, psicologo statunitense († 2014)
- 22 ottobre - Marina Torlonia di Civitella-Cesi, nobile italiana († 1960)
- 23 ottobre - Alberto Bienvenú, cestista messicano († 2004)
- 23 ottobre - Philip Rosenthal, imprenditore e politico tedesco († 2001)
- 23 ottobre - Giuseppe Stammati, educatore e saggista italiano († 1985)
- 23 ottobre - Ken Suesens, cestista e allenatore di pallacanestro statunitense († 1992)
- 24 ottobre - Janny Brandes-Brilleslijper, olandese († 2003)
- 24 ottobre - Robert Gascoyne-Cecil, VI marchese di Salisbury, nobile e politico inglese († 2003)
- 24 ottobre - Alfred Gerdes, hockeista su prato tedesco († 2006)
- 25 ottobre - Stan Cullis, allenatore di calcio e calciatore inglese († 2001)
- 25 ottobre - Helge Larsson, canoista svedese († 1971)
- 26 ottobre - Robert Boon, attore statunitense († 2015)
- 26 ottobre - Felicísimo Fajardo, cestista e allenatore di pallacanestro filippino († 2001)
- 26 ottobre - Valentino Foscarini, calciatore italiano
- 26 ottobre - Andrei Apollon Katkoff, vescovo cattolico russo († 1995)
- 26 ottobre - François Mitterrand, politico e partigiano francese († 1996)
- 26 ottobre - Mary Arnold Prentiss, tennista statunitense († 1975)
- 27 ottobre - Kazimierz Brandys, scrittore polacco († 2000)
- 28 ottobre - Dante Di Benedetti, calciatore italiano († 1984)
- 28 ottobre - Per-Olov Löwdin, chimico e fisico svedese († 2000)
- 28 ottobre - Lali Sokolov, imprenditore slovacco († 2006)
- 28 ottobre - Simon Pierre Tchoungui, politico camerunese († 1997)
- 29 ottobre - Hadda Brooks, pianista, cantante e compositrice statunitense († 2002)
- 30 ottobre - Roy Brown Jr., ingegnere, progettista e designer canadese († 2013)
- 30 ottobre - Leon Day, giocatore di baseball statunitense († 1995)
- 31 ottobre - Carlo Giovanni Bernadotte, nobile svedese († 2012)
- 31 ottobre - Pietro Mazzei, aviatore e militare italiano († 1941)
- 31 ottobre - Phil Monroe, animatore statunitense († 1988)

## Novembre(110)
- 1º novembre - Vincenzo Barone, militare italiano († 1943)
- 1º novembre - Aldo Vallone, italianista e filologo italiano († 2002)
- 2 novembre - Chet Carlisle, cestista statunitense († 1988)
- 2 novembre - Violet Cliff, pattinatrice artistica su ghiaccio britannica († 2003)
- 2 novembre - Mário Galvão, calciatore portoghese
- 2 novembre - Adriaan van Wijngaarden, matematico e informatico olandese († 1987)
- 3 novembre - Pier Fausto Palumbo, storico italiano († 2000)
- 4 novembre - Giancarlo Bartolini Salimbeni, scenografo e costumista italiano († 2000)
- 4 novembre - John Basilone, militare statunitense († 1945)
- 4 novembre - Andrea Campana, allenatore di calcio e calciatore italiano († 1960)
- 4 novembre - Walter Cronkite, giornalista e conduttore televisivo statunitense († 2009)
- 4 novembre - Ruth Handler, imprenditrice statunitense († 2002)
- 4 novembre - Michelangelo Trimarchi, politico italiano († 1984)
- 5 novembre - Willoughby Gray, attore inglese († 1993)
- 5 novembre - Bill McDonald, cestista statunitense († 1994)
- 5 novembre - Fernanda Romagnoli, poetessa italiana († 1986)
- 6 novembre - Ray Conniff, compositore, direttore d'orchestra e trombonista statunitense († 2002)
- 6 novembre - Pasquale Discepolo, ingegnere e mineralogista italiano († 1995)
- 6 novembre - Adalgiso Fior, poeta italiano († 1978)
- 6 novembre - Raffaele Sciorilli Borrelli, politico italiano († 2001)
- 7 novembre - Joe Bushkin, pianista e trombettista statunitense († 2004)
- 7 novembre - Joe Cobb, attore cinematografico statunitense († 2002)
- 7 novembre - Michail Aleksandrovič Dudin, poeta e scrittore russo († 1993)
- 7 novembre - Alvaro Marchini, partigiano, imprenditore e gallerista italiano († 1985)
- 7 novembre - Lauri Silvennoinen, fondista finlandese († 2004)
- 8 novembre - William Dalton, gesuita e biblista australiano († 2004)
- 8 novembre - Ugo Mursia, editore italiano († 1982)
- 8 novembre - Peter Weiss, scrittore e drammaturgo tedesco († 1982)
- 9 novembre - Thelma Lee, attrice e cantante statunitense († 2012)
- 9 novembre - Howard Levi, matematico statunitense († 2002)
- 9 novembre - Vittorio Stagni, schermidore italiano († 1987)
- 10 novembre - Louis le Brocquy, pittore irlandese († 2012)
- 10 novembre - Makss Levitanuss, calciatore lettone († 2012)
- 10 novembre - Billy May, compositore, musicista e trombettista statunitense († 2004)
- 10 novembre - Guido Turchi, compositore e critico musicale italiano († 2010)
- 11 novembre - Mary Anthony, ballerina, coreografa e insegnante statunitense († 2014)
- 11 novembre - Giuseppe Avarna, poeta e scrittore italiano († 1999)
- 11 novembre - Giovanni Buich, calciatore austriaco
- 11 novembre - Émile Frézot, cestista francese († 2001)
- 11 novembre - Josef Gauchel, calciatore tedesco († 1963)
- 11 novembre - Rafael Portillo, regista cinematografico e sceneggiatore messicano († 1995)
- 11 novembre - Edilio Rusconi, editore, giornalista e scrittore italiano († 1996)
- 12 novembre - Bill Doran, pilota motociclistico britannico († 1973)
- 12 novembre - Liam Dunn, attore statunitense († 1976)
- 12 novembre - Paul Emery, pilota automobilistico britannico († 1993)
- 12 novembre - Tiola Silenzi, cantante italiana († 1947)
- 12 novembre - Vittorio Zironi, artigiano italiano († 1999)
- 13 novembre - Gianni Cucelli, tennista italiano († 1977)
- 13 novembre - Virgilio Gilardoni, docente e storico svizzero († 1989)
- 14 novembre - Roger Apéry, matematico francese († 1994)
- 14 novembre - Lawrence Joseph Giacoletto, ingegnere elettrotecnico e inventore statunitense († 2004)
- 14 novembre - Reginaldo Polloni, canottiere italiano († 2004)
- 15 novembre - Greta Gynt, attrice norvegese († 2000)
- 15 novembre - Dolly King, cestista e allenatore di pallacanestro statunitense († 1969)
- 15 novembre - Bill Melendez, animatore, doppiatore e regista messicano († 2008)
- 15 novembre - Franco Momigliano, antifascista, partigiano e economista italiano († 1988)
- 16 novembre - Edward C. Banfield, sociologo e politologo statunitense († 1999)
- 16 novembre - Daws Butler, doppiatore statunitense († 1988)
- 16 novembre - Malvina Pastorino, attrice argentina († 1994)
- 16 novembre - Christopher Strachey, informatico inglese († 1975)
- 17 novembre - Danilo Casagrande, calciatore italiano
- 17 novembre - Diana Chesney, attrice statunitense († 2004)
- 17 novembre - Frank Maxwell, attore statunitense († 2004)
- 17 novembre - George Silk, giornalista e fotografo neozelandese († 2004)
- 18 novembre - Melio Bettina, pugile statunitense († 1996)
- 18 novembre - Alfred Lanzon, pallanuotista maltese († 1979)
- 19 novembre - Dino Del Bo, antifascista, partigiano e politico italiano († 1991)
- 19 novembre - Vicente Ferreira da Silva, filosofo e matematico brasiliano († 1963)
- 19 novembre - George Hall, attore statunitense († 2002)
- 19 novembre - Albino Pierro, poeta italiano († 1995)
- 19 novembre - Aurelio Zennaro, calciatore italiano († 1984)
- 20 novembre - Aldo Beorchia, calciatore italiano († 1995)
- 20 novembre - Colin French, pallanuotista australiano († 1984)
- 20 novembre - Albert Hyzler, politico maltese († 1993)
- 20 novembre - Evelyn Keyes, attrice statunitense († 2008)
- 20 novembre - Charles E. Osgood, psicologo statunitense († 1991)
- 21 novembre - Sid Luckman, giocatore di football americano statunitense († 1998)
- 22 novembre - Maria Denis, attrice italiana († 2004)
- 22 novembre - Antonio Simon Mossa, architetto, politico e giornalista italiano († 1971)
- 22 novembre - David Maria Turoldo, presbitero, teologo e filosofo italiano († 1992)
- 23 novembre - Albert Bourlon, ciclista su strada francese († 2013)
- 23 novembre - Michael Gough, attore britannico († 2011)
- 23 novembre - Manfredi Mazzocca, partigiano italiano († 1945)
- 23 novembre - Karl Roßmann, militare tedesco († 2002)
- 23 novembre - Delos Thurber, altista statunitense († 1987)
- 24 novembre - Forrest J. Ackerman, scrittore di fantascienza, curatore editoriale e giornalista statunitense († 2008)
- 24 novembre - Pentti Vuollekoski, cestista finlandese († 1977)
- 24 novembre - Kenneth A. Walsh, militare statunitense († 1998)
- 25 novembre - Aldo Bracco, militare e aviatore italiano († 1938)
- 26 novembre - Jorge Alcalde, calciatore peruviano († 1990)
- 26 novembre - Renzo Forma, politico italiano († 2005)
- 26 novembre - Ildebrando Malavolta, militare e aviatore italiano († 1941)
- 26 novembre - Petre Munteanu, tenore rumeno († 1988)
- 26 novembre - Mika Špiljak, politico jugoslavo († 2007)
- 27 novembre - Baldassarre Buffa, psichiatra e politico italiano († 1978)
- 27 novembre - Chick Hearn, telecronista sportivo statunitense († 2002)
- 27 novembre - Piero Malvezzi, scrittore, partigiano e attivista italiano († 1987)
- 27 novembre - Fernando Poe, attore, regista e produttore cinematografico filippino († 1951)
- 27 novembre - Ben Stephens, cestista statunitense († 1966)
- 28 novembre - Lilian Baels, belga († 2002)
- 28 novembre - Guy Lapébie, ciclista su strada e pistard francese († 2010)
- 28 novembre - Ramón José Velásquez, politico, giornalista e storico venezuelano († 2014)
- 29 novembre - Valentino Bucchi, compositore italiano († 1976)
- 29 novembre - Sydney Gun-Munro, politico sanvincentino († 2007)
- 29 novembre - Mario Zanni, calciatore italiano
- 30 novembre - Renato Bacchini, imprenditore italiano († 1983)
- 30 novembre - John Franklin Bardin, scrittore statunitense († 1981)
- 30 novembre - Andrée De Jongh, partigiana belga († 2007)
- 30 novembre - Günther Ortmann, pallamanista tedesco († 2002)
- 30 novembre - Armand Putzeyse, ciclista su strada belga († 2003)

## Dicembre(124)
- 1º dicembre - Alan Boxer, ufficiale neozelandese († 1998)
- 1º dicembre - Narciso Benetti, calciatore italiano
- 1º dicembre - Gianangelo Cavalazzi, calciatore italiano
- 1º dicembre - Ubaldo Ragona, regista e sceneggiatore italiano († 1987)
- 1º dicembre - Giuseppina Rizzoli Carraro, imprenditrice italiana († 2005)
- 1º dicembre - Pruden Sánchez, calciatore spagnolo († 1998)
- 1º dicembre - Sergio Trevisan, calciatore italiano († 1978)
- 2 dicembre - Charlie Ventura, sassofonista statunitense († 1992)
- 2 dicembre - Nancye Wynne Bolton, tennista australiana († 2001)
- 3 dicembre - Roger-Jean Le Nizerhy, pistard francese († 1999)
- 3 dicembre - Charles Nicoletti, mafioso statunitense († 1977)
- 3 dicembre - Fernando Ruiz, cestista peruviano
- 4 dicembre - Luigi Bertett, partigiano italiano († 2001)
- 4 dicembre - Knut Gadd, pallanuotista svedese († 1995)
- 4 dicembre - Vincenzo Giovanni Giusto, magistrato e partigiano italiano († 1945)
- 4 dicembre - Lew Jenkins, pugile statunitense († 1981)
- 4 dicembre - Sergio Osmeña Jr., politico filippino († 1984)
- 5 dicembre - Paul Aste, slittinista e bobbista austriaco
- 5 dicembre - Veronika Dudarova, direttrice d'orchestra sovietica († 2009)
- 5 dicembre - Hilary Koprowski, virologo e immunologo polacco († 2013)
- 5 dicembre - Ricardo Vaghi, calciatore argentino
- 6 dicembre - Ekaterina Budanova, aviatrice sovietica († 1943)
- 6 dicembre - Kristján Eldjárn, politico islandese († 1982)
- 6 dicembre - Stephen Grammauta, mafioso statunitense († 2016)
- 6 dicembre - Owen Horwood, politico sudafricano († 1998)
- 6 dicembre - John Leslie, IV baronetto, nobile e militare irlandese († 2016)
- 6 dicembre - Judson Pratt, attore statunitense († 2002)
- 7 dicembre - Bernardo Bernardi, antropologo, saggista e africanista italiano († 2007)
- 7 dicembre - Jan Hannelius, compositore di scacchi finlandese († 2005)
- 7 dicembre - Thorleif Larsen, calciatore norvegese († 1975)
- 7 dicembre - John G. Morris, fotografo e editore statunitense († 2017)
- 8 dicembre - Richard Fleischer, regista, sceneggiatore e produttore cinematografico statunitense († 2006)
- 8 dicembre - Arduino Maiuri, sceneggiatore e scrittore italiano († 1984)
- 9 dicembre - Aristide Carabelli, militare italiano († 1941)
- 9 dicembre - Kirk Douglas, attore e produttore cinematografico statunitense († 2020)
- 9 dicembre - Ruth Halbsguth, nuotatrice tedesca († 2003)
- 9 dicembre - Wolfgang Hildesheimer, scrittore e pittore tedesco († 1991)
- 9 dicembre - Irving John Good, matematico e crittografo britannico († 2009)
- 9 dicembre - Venanzio Quadri, religioso italiano († 1937)
- 9 dicembre - James Brian Tait, militare e aviatore britannico († 2007)
- 10 dicembre - Hans Peter Bimler, medico e dentista tedesco († 2003)
- 10 dicembre - André Giroux, scrittore canadese († 1977)
- 10 dicembre - Parker Hall, giocatore di football americano statunitense († 2005)
- 10 dicembre - Giovanni Muroni, calciatore italiano
- 10 dicembre - Antero Ojala, pattinatore di velocità su ghiaccio finlandese († 1982)
- 10 dicembre - Francesco Pecchiari, militare e aviatore italiano († 1942)
- 11 dicembre - Carlo Bosio, militare italiano († 1941)
- 11 dicembre - Elena Garro, giornalista, sceneggiatrice e scrittrice messicana († 1998)
- 11 dicembre - Gianfranco Mattei, chimico e partigiano italiano († 1944)
- 11 dicembre - Pérez Prado, musicista, compositore e direttore d'orchestra cubano († 1989)
- 11 dicembre - Jakob Streitle, allenatore di calcio e calciatore tedesco († 1982)
- 12 dicembre - Guadalupe Ortiz de Landázuri, insegnante spagnola († 1975)
- 13 dicembre - Archie Moore, pugile, attivista e attore statunitense († 1998)
- 13 dicembre - Mark Stevens, attore e regista statunitense († 1994)
- 14 dicembre - Marie-Émile Boismard, biblista francese († 2004)
- 14 dicembre - Shirley Jackson, scrittrice e giornalista statunitense († 1965)
- 14 dicembre - Livio Jannattoni, scrittore e giornalista italiano († 1992)
- 15 dicembre - Carlo Francesco di Prussia, principe tedesco († 1975)
- 15 dicembre - Carlo Casalegno, giornalista, scrittore e partigiano italiano († 1977)
- 15 dicembre - Jim Currie, cestista statunitense († 1987)
- 15 dicembre - Khadr El-Touni, sollevatore egiziano († 1956)
- 15 dicembre - Joe Ferreira, calciatore statunitense († 2007)
- 15 dicembre - Maurice Wilkins, fisico e biologo neozelandese († 2004)
- 16 dicembre - Nicholas Christofilos, fisico statunitense († 1972)
- 16 dicembre - Ruth Johnson Colvin, filantropa e scrittrice statunitense († 2024)
- 16 dicembre - Birgitta Valberg, attrice svedese († 2014)
- 17 dicembre - Michael Astour, orientalista ucraino († 2004)
- 17 dicembre - Penelope Fitzgerald, scrittrice britannica († 2000)
- 17 dicembre - Bob Hassmiller, cestista statunitense († 1980)
- 17 dicembre - Emanuela Savio, politica italiana († 1989)
- 17 dicembre - Gino Vesci, militare e aviatore italiano († 1940)
- 18 dicembre - Betty Grable, attrice, ballerina e cantante statunitense († 1973)
- 19 dicembre - Roy Ward Baker, regista britannico († 2010)
- 19 dicembre - Manoel de Barros, poeta brasiliano († 2014)
- 19 dicembre - Manlio Biccolini, aviatore e generale italiano († 1991)
- 19 dicembre - Giulio Colombi, calciatore italiano († 1999)
- 19 dicembre - Italo De Tuddo, sceneggiatore italiano († 1985)
- 19 dicembre - Amedeo Degli Esposti, calciatore italiano († 2007)
- 19 dicembre - Elisabeth Noelle-Neumann, sociologa tedesca († 2010)
- 19 dicembre - Alan Walsh, fisico e chimico britannico († 1998)
- 20 dicembre - Bernard Anquetil, militare francese († 1941)
- 20 dicembre - Jan van Heteren, pallanuotista olandese († 1992)
- 20 dicembre - Eugenio Angelo Lotti, pittore italiano († 1977)
- 20 dicembre - Gonzalo Rojas, poeta cileno († 2011)
- 20 dicembre - Jack Witikka, regista e sceneggiatore finlandese († 2002)
- 21 dicembre - Brandur Brynjólfsson, calciatore islandese († 1999)
- 21 dicembre - Maurice Chappaz, poeta e scrittore svizzero († 2009)
- 21 dicembre - Emma Tenayuca, sindacalista e educatrice statunitense († 1999)
- 22 dicembre - Helen Burns, attrice britannica († 2018)
- 22 dicembre - Fernando Corena, basso svizzero († 1984)
- 22 dicembre - Jim Hilgemann, cestista statunitense († 1967)
- 23 dicembre - Samuele Andreucci, politico italiano († 1979)
- 23 dicembre - Erich Cuntz, hockeista su prato tedesco († 1975)
- 23 dicembre - Arpenik Nalbandyan, pittrice e artista sovietica († 1964)
- 23 dicembre - Dino Risi, regista e sceneggiatore italiano († 2008)
- 23 dicembre - John D. Winters, storico e docente statunitense († 1997)
- 24 dicembre - Enzo Bartoli, cestista italiano († 2012)
- 25 dicembre - Cesare Francalancia, calciatore italiano
- 25 dicembre - Eugene Jackson, attore statunitense († 2001)
- 25 dicembre - Carlo Rustichelli, compositore italiano († 2004)
- 25 dicembre - Zdenka Schelingová, religiosa slovacca († 1955)
- 25 dicembre - Quirino Toccaceli, ciclista su strada italiano († 1982)
- 26 dicembre - Giuseppe Chiesa, calciatore e allenatore di calcio italiano
- 26 dicembre - Helmut Eder, compositore e direttore d'orchestra austriaco († 2005)
- 26 dicembre - Silvia Manto, attrice italiana († 1985)
- 26 dicembre - Giuseppe Vicuna, ingegnere italiano († 2004)
- 27 dicembre - Werner Baumbach, militare e aviatore tedesco († 1953)
- 27 dicembre - William Garnett, fotografo statunitense († 2006)
- 27 dicembre - Alfred M. Moen, inventore e imprenditore statunitense († 2001)
- 28 dicembre - Nelly Landry, tennista francese († 2010)
- 28 dicembre - Foiso Fois, pittore, critico d'arte e saggista italiano († 1984)
- 28 dicembre - Giorgio Kraiski, saggista, traduttore e slavista italiano († 1998)
- 28 dicembre - Victor Rendina, attore statunitense († 1985)
- 29 dicembre - Giovanni Magistrini, militare e aviatore italiano († 1937)
- 29 dicembre - Sergio Magri, militare e aviatore italiano († 1938)
- 29 dicembre - Nicolae Sotir, pallavolista e allenatore di pallavolo rumeno († 1991)
- 30 dicembre - Joel Hitt, cestista statunitense († 2003)
- 30 dicembre - João Batista Przyklenk, vescovo cattolico e missionario tedesco († 1984)
- 30 dicembre - Arduino Romoli, calciatore e allenatore di calcio italiano
- 30 dicembre - Georg Årlin, attore svedese († 1992)
- 31 dicembre - Helen Eustis, scrittrice e traduttrice statunitense († 2015)
- 31 dicembre - Teodors Grīnbergs, cestista lettone († 1998)
- 31 dicembre - Ítalo Luder, politico e avvocato argentino († 2008)
- 31 dicembre - Neil Paterson, scrittore, sceneggiatore e giornalista britannico († 1995)

## Senza giorno specificato(71)
- Edward S. Aarons, scrittore statunitense († 1975)
- Moha ou-Lhoussein Achiban, cantante e danzatore berbero († 2016)
- Abdullah Afeef Didi, politico maldiviano († 1993)
- Carlo Alessi, designer e imprenditore italiano († 2009)
- Maurice Balasse, militare e aviatore belga († 1945)
- Zoraida Beato, cantante e soprano cubana
- Cesare Bella, militare italiano († 1943)
- Edward Boyd, scrittore e sceneggiatore scozzese († 1989)
- Tullio Bressan, critico letterario, insegnante e saggista italiano († 2003)
- Francesco Burdin, scrittore italiano († 2003)
- Tom Carini, banchiere italiano († 1993)
- Chiaffredo Cassiani, partigiano italiano († 1945)
- Lung Chien, regista e attore hongkonghese († 1975)
- Arnoldo Ciarrocchi, incisore e pittore italiano († 2004)
- Arrigo Colombo, produttore cinematografico italiano († 1998)
- Gino Cosentino, pittore e scultore italiano († 2005)
- Werther Curti, politico italiano († 1995)
- Česlovas Daukša, cestista lituano
- Jean Erdman, coreografa e ballerina statunitense († 2020)
- Manuel Ferreiro, calciatore argentino
- Fernando Ferri, militare italiano († 1941)
- Cesare Giacobbe, militare italiano († 1941)
- Alberto Goi, militare italiano († 1943)
- Abdul Khaliq Hazara, criminale afghano († 1933)
- Halina Holas-Idziak, fotografa polacca († 2014)
- Jozef Hudec, calciatore slovacco
- Charles Issawi, economista e storico egiziano († 2000)
- Jānis Jansons, cestista lettone
- Yorgos Javellas, regista e sceneggiatore greco († 1976)
- Fulvio Jero, militare italiano († 1941)
- Arthur Knight, critico cinematografico e saggista statunitense († 1991)
- Marinus Kok, arcivescovo vetero-cattolico olandese († 1999)
- Hisako Koyama, astronoma giapponese († 1997)
- Eugeniusz Kriegelewicz, vescovo vetero-cattolico polacco († 1990)
- Raffaele Laporta, pedagogista italiano († 2000)
- Federico Alfredo Legler, imprenditore svizzero († 2002)
- Hubert Maga, politico beninese († 2000)
- Ettore Malosso, aviatore, scrittore e poeta italiano († 2008)
- Vincenzo Manca, pittore italiano († 2013)
- Piero Messeri, paleontologo, antropologo e medico italiano († 1991)
- Harold Miller Null, fotografo statunitense († 1996)
- Yoseph Millo, attore, regista e direttore teatrale israeliano († 1997)
- Vitalino Morandini, serial killer italiano († 1960)
- Alberto Nirenstein, giornalista e scrittore apolide († 2007)
- Walter Pasella, militare italiano († 1938)
- Enzo Pasqualini, scultore italiano († 1998)
- Luciano Perelli, latinista e storico italiano († 1994)
- Andries Jan Pieters, militare olandese († 1952)
- Tommaso Porcelli, militare italiano († 1940)
- Silvano Pulcinelli, scultore italiano († 1999)
- Renzo Raggiunti, filosofo italiano († 2007)
- Luigi Rendina, militare italiano († 1941)
- Basuki Resobowo, pittore indonesiano († 1999)
- Augusto Rima, ingegnere e politico svizzero († 2003)
- Henry Roth, violinista e musicologo statunitense († 1999)
- Antonio Russi, critico letterario italiano († 2005)
- Maurizio Sacripanti, architetto italiano († 1996)
- Luis Sánchez, cestista peruviano († 2001)
- Ayao Shirane, aviatore giapponese († 1944)
- Vanni Teodorani, giornalista e politico italiano († 1964)
- Gennaro Tescione, militare italiano († 1943)
- Leo Todeschini, militare italiano († 1982)
- Ferdinando Vegas, giornalista e giurista italiano († 1984)
- Giovanni Venturini, militare e partigiano italiano († 1945)
- Gianni Vigorelli, scultore italiano († 1998)
- René Willien, fotografo, alpinista e scrittore italiano († 1979)
- Keith L. Wilson, clarinettista, docente e direttore d'orchestra statunitense († 2013)
- Bernard Yago, cardinale e arcivescovo cattolico ivoriano († 1997)
- Tahir Yahya, generale e politico iracheno († 1986)
- Zhang Wuchen, artista marziale cinese († 2017)
- 'Iffat al-Thunayan, principessa saudita († 2000)